# Séries éliminatoires de la Coupe Stanley 2020
Année précédente Année suivante
Les séries éliminatoires de la Coupe Stanley 2020 sont la partie finale de la saison de hockey sur glace de la Ligue nationale de hockey et font suite à la saison régulière 2019-2020.
En raison de la pandémie de Covid-19, le déroulement de la saison est fortement perturbé : la saison régulière ne peut aller à son terme, tous les matches sont suspendus le 12 mars 2020, puis ceux restant à jouer sont annulés deux semaines plus tard. Les séries éliminatoires devaient initialement se jouer d'avril à juin 2020. Elles se déroulent finalement d'août à septembre 2020.

## Format
Comme annoncé le 26 mai 2020, 24 équipes (12 par association) accèdent à ce format spécial des séries éliminatoires. Des classements sont effectués, basés sur le pourcentage de points marqués au moment où la saison régulière est suspendue le 12 mars 2020. Les séries éliminatoires se déroulent de 3 temps :
- Première phase : les quatre meilleures équipes de chaque association disputent un tournoi de classement afin de déterminer les têtes de série pour la 3e phase.
- Deuxième phase : les huit équipes de chaque association classées de la cinquième à la douzième place disputent un tour de qualification qui est une série au meilleur des cinq matches. Le 5e affronte le 12e, le 6e affronte le 11e, etc. Les vainqueurs se qualifient pour la 3e phase.
- Troisième phase : il s'agit du tournoi principal qui débute par les quarts de finale d'association. Pour chaque association, une équipe tête de série affronte une équipe ayant passé le tour de qualification.

Afin d'éviter la diffusion et la propagation de la Covid-19, les séries éliminatoires ont lieu dans deux villes principales, chaque ville accueillant tous les matchs d'une association qui se jouent à huis clos. 
Les matches de l'association de l'Est sont disputés à la Scotiabank Arena de Toronto et ceux de l'association de l'Ouest, au Rogers Place d'Edmonton. La finale de la coupe Stanley se jouera quant à elle à Edmonton. C'est la première fois depuis 1925 que l'ensemble des matches des séries éliminatoires se dispute entièrement au Canada,.

## Équipes qualifiées
| Rang | Équipe                    | %    |
| ---- | ------------------------- | ---- |
| 1    | Bruins de Boston          | 71,4 |
| 2    | Lightning de Tampa Bay    | 65,7 |
| 3    | Capitals de Washington    | 65,2 |
| 4    | Flyers de Philadelphie    | 64,5 |
| 5    | Penguins de Pittsburgh    | 62,3 |
| 6    | Hurricanes de la Caroline | 59,6 |
| 7    | Islanders de New York     | 58,8 |
| 8    | Maple Leafs de Toronto    | 57,9 |
| 9    | Blue Jackets de Columbus  | 57,9 |
| 10   | Panthers de la Floride    | 56,5 |
| 11   | Rangers de New York       | 56,4 |
| 12   | Canadiens de Montréal     | 50   |

| Rang | Équipe                  | %    |
| ---- | ----------------------- | ---- |
| 1    | Blues de Saint-Louis    | 66,2 |
| 2    | Avalanche du Colorado   | 65,7 |
| 3    | Golden Knights de Vegas | 60,6 |
| 4    | Stars de Dallas         | 59,4 |
| 5    | Oilers d'Edmonton       | 58,5 |
| 6    | Predators de Nashville  | 56,5 |
| 7    | Canucks de Vancouver    | 56,5 |
| 8    | Flames de Calgary       | 56,4 |
| 9    | Jets de Winnipeg        | 56,3 |
| 10   | Wild du Minnesota       | 55,8 |
| 11   | Coyotes de l'Arizona    | 52,9 |
| 12   | Blackhawks de Chicago   | 51,4 |

- En gras : qualifié pour le tournoi de classement
- En italique : qualifié pour le tour de qualification

## Tournoi de classement
Ce mini-tournoi sert à déterminer les têtes de série pour la suite de la compétition. Pour chaque association, il oppose les quatre équipes les mieux classées à l'issue de la saison régulière. Le classement de ce tournoi est établi de la façon suivante : 2 points pour une victoire, 1 point pour une défaite en prolongation ou en tirs de fusillade, aucun point en cas de défaite dans le temps réglementaire. En cas d'égalité de points à la fin du tournoi, le pourcentage de victoires en saison régulière sert à départager les ex-æquo. Ce pourcentage est indiqué à la suite du nom de l'équipe.
| Clt   | Équipe                        | PJ | V | D | DP | BP | BC | Pts |
| ----- | ----------------------------- | -- | - | - | -- | -- | -- | --- |
| +001, | Flyers de Philadelphie (64,5) | 3  | 3 | 0 | 0  | 11 | 3  | 6   |
| +002, | Lightning de Tampa Bay (65,7) | 3  | 2 | 1 | 0  | 7  | 8  | 4   |
| +003, | Capitals de Washington (65,2) | 3  | 1 | 1 | 1  | 5  | 7  | 3   |
| +004, | Bruins de Boston (71,4)       | 3  | 0 | 3 | 0  | 4  | 9  | 0   |

| 2 août | Boston       | 1     | 4 | Philadelphie | [ FM1 1 ] |
| 3 août | Tampa Bay    | 3 Fus | 2 | Washington   | [ FM1 2 ] |
| 5 août | Boston       | 2     | 3 | Tampa Bay    | [ FM1 3 ] |
| 6 août | Philadelphie | 3     | 1 | Washington   | [ FM1 4 ] |
| 8 août | Tampa Bay    | 1     | 4 | Philadelphie | [ FM1 5 ] |
| 9 août | Washington   | 2     | 1 | Boston       | [ FM1 6 ] |

| Clt   | Équipe                         | PJ | V | D | DP | BP | BC | Pts |
| ----- | ------------------------------ | -- | - | - | -- | -- | -- | --- |
| +001, | Golden Knights de Vegas (60,6) | 3  | 3 | 0 | 0  | 15 | 10 | 6   |
| +002, | Avalanche du Colorado (65,7)   | 3  | 2 | 0 | 1  | 9  | 5  | 5   |
| +003, | Stars de Dallas (59,4)         | 3  | 1 | 2 | 0  | 5  | 10 | 2   |
| +004, | Blues de Saint-Louis (66,2)    | 3  | 0 | 2 | 1  | 6  | 10 | 1   |

| 2 août | Colorado    | 2 | 1     | Saint-Louis | [ FM1 7 ]  |
| 3 août | Las Vegas   | 5 | 3     | Dallas      | [ FM1 8 ]  |
| 5 août | Dallas      | 0 | 4     | Colorado    | [ FM1 9 ]  |
| 6 août | Saint-Louis | 4 | 6     | Las Vegas   | [ FM1 10 ] |
| 8 août | Colorado    | 3 | 4 Pr  | Las Vegas   | [ FM1 11 ] |
| 9 août | Saint-Louis | 1 | 2 Fus | Dallas      | [ FM1 12 ] |

## Tour de qualification
Chaque série se joue au meilleur des 5 matches.

### Association de l'Est
Les Hurricanes de la Caroline se qualifient en trois matches, les Canadiens de Montréal et les Islanders de New York en quatre rencontres et enfin les Blue Jackets de Columbus en cinq matches.
| 1er août | Pittsburgh | 2 | 3 Pr | Montréal   | [ FM2 1 ] |
| 3 août   | Pittsburgh | 3 | 1    | Montréal   | [ FM2 2 ] |
| 5 août   | Montréal   | 4 | 3    | Pittsburgh | [ FM2 3 ] |
| 7 août   | Montréal   | 2 | 0    | Pittsburgh | [ FM2 4 ] |

| 1er août | Hurricanes | 3 | 2 | Rangers    | [ FM2 5 ] |
| 3 août   | Hurricanes | 4 | 1 | Rangers    | [ FM2 6 ] |
| 4 août   | Rangers    | 1 | 4 | Hurricanes | [ FM2 7 ] |

| 1er août | Islanders | 2 | 1 | Panthers  | [ FM2 8 ]  |
| 4 août   | Islanders | 4 | 2 | Panthers  | [ FM2 9 ]  |
| 5 août   | Panthers  | 3 | 2 | Islanders | [ FM2 10 ] |
| 7 août   | Panthers  | 1 | 5 | Islanders | [ FM2 11 ] |

| 2 août | Toronto  | 0    | 2    | Columbus | [ FM2 12 ] |
| 4 août | Toronto  | 3    | 0    | Columbus | [ FM2 13 ] |
| 6 août | Columbus | 4 Pr | 3    | Toronto  | [ FM2 14 ] |
| 7 août | Columbus | 3    | 4 Pr | Toronto  | [ FM2 15 ] |
| 9 août | Toronto  | 0    | 3    | Columbus | [ FM2 16 ] |

### Association de l'Ouest
Les Blackhawks de Chicago, les Coyotes de l'Arizona, les Canucks de Vancouver et les Flames de Calgary se qualifient en quatre matches.
| 1er août | Edmonton | 4 | 6 | Chicago  | [ FM2 17 ] |
| 3 août   | Edmonton | 6 | 3 | Chicago  | [ FM2 18 ] |
| 5 août   | Chicago  | 4 | 3 | Edmonton | [ FM2 19 ] |
| 7 août   | Chicago  | 3 | 1 | Edmonton | [ FM2 20 ] |

| 2 août | Nashville | 3    | 4 | Arizona   | [ FM2 21 ] |
| 4 août | Nashville | 4    | 2 | Arizona   | [ FM2 22 ] |
| 5 août | Arizona   | 4    | 1 | Nashville | [ FM2 23 ] |
| 7 août | Arizona   | 4 Pr | 3 | Nashville | [ FM2 24 ] |

| 2 août | Vancouver | 0 | 3    | Minnesota | [ FM2 25 ] |
| 4 août | Vancouver | 4 | 3    | Minnesota | [ FM2 26 ] |
| 6 août | Minnesota | 0 | 3    | Vancouver | [ FM2 27 ] |
| 7 août | Minnesota | 4 | 5 Pr | Vancouver | [ FM2 28 ] |

| 1er août | Calgary  | 4 | 1 | Winnipeg | [ FM2 29 ] |
| 3 août   | Calgary  | 2 | 3 | Winnipeg | [ FM2 30 ] |
| 4 août   | Winnipeg | 2 | 6 | Calgary  | [ FM2 31 ] |
| 6 août   | Winnipeg | 0 | 4 | Calgary  | [ FM2 32 ] |

## Tournoi principal
Pour les quarts de finale de chaque association, les équipes sont classées en fonction du tournoi de classement pour les têtes de série, et du classement de la saison régulière pour les équipes issues du tournoi de qualification. L'équipe classée à la première place rencontre l'équipe huitième, la deuxième est confrontée à la septième, la troisième à la sixième et enfin la quatrième à la cinquième. En demi-finale, les séries sont à nouveau désignées en fonction du classement initial : l'équipe la mieux classée rencontre la moins bien classée, la deuxième série voit s'opposer les deux équipes restantes. Toutes les séries sont jouées au meilleur des sept matchs.

### Tableau récapitulatif
|  | Quarts de finale d'association | Quarts de finale d'association | Quarts de finale d'association |   |             | Demi-finales d'association | Demi-finales d'association | Demi-finales d'association |  |    | Finales d'association | Finales d'association | Finales d'association |  |    | Finale de la Coupe Stanley | Finale de la Coupe Stanley | Finale de la Coupe Stanley |
|  |                                |                                |                                |   |             |                            |                            |                            |  |    |                       |                       |                       |  |    |                            |                            |                            |
|  | E1                             | Philadelphie                   | 4                              |   |             |                            |                            |                            |  |    |                       |                       |                       |  |    |                            |                            |                            |
|  | E8                             | Montréal                       | 2                              |   |             |                            |                            |                            |  |    |                       |                       |                       |  |    |                            |                            |                            |
|  | E8                             | Montréal                       | 2                              |   | E1          | Philadelphie               | 3                          |                            |  |    |                       |                       |                       |  |    |                            |                            |                            |
|  |                                |                                |                                |   | E1          | Philadelphie               | 3                          |                            |  |    |                       |                       |                       |  |    |                            |                            |                            |
|  |                                | E6                             | New York                       | 4 |             |                            |                            |                            |  |    |                       |                       |                       |  |    |                            |                            |                            |
|  | E2                             | E6                             | New York                       | 4 | Tampa Bay   | 4                          |                            |                            |  |    |                       |                       |                       |  |    |                            |                            |                            |
|  | E2                             |                                |                                |   | Tampa Bay   | 4                          |                            |                            |  |    |                       |                       |                       |  |    |                            |                            |                            |
|  | E7                             | Columbus                       | 1                              |   |             |                            |                            |                            |  |    |                       |                       |                       |  |    |                            |                            |                            |
|  | E7                             | Columbus                       | 1                              |   |             |                            |                            |                            |  | E6 | New York              | 2                     |                       |  |    |                            |                            |                            |
|  | Association de l'Est           |                                |                                |   |             |                            |                            |                            |  | E6 | New York              | 2                     |                       |  |    |                            |                            |                            |
|  |                                | E2                             | Tampa Bay                      | 4 |             |                            |                            |                            |  |    |                       |                       |                       |  |    |                            |                            |                            |
|  | E3                             | E2                             | Tampa Bay                      | 4 | Washington  | 1                          |                            |                            |  |    |                       |                       |                       |  |    |                            |                            |                            |
|  | E3                             |                                |                                |   | Washington  | 1                          |                            |                            |  |    |                       |                       |                       |  |    |                            |                            |                            |
|  | E6                             | New York                       | 4                              |   |             |                            |                            |                            |  |    |                       |                       |                       |  |    |                            |                            |                            |
|  | E6                             | New York                       | 4                              |   | E2          | Tampa Bay                  | 4                          |                            |  |    |                       |                       |                       |  |    |                            |                            |                            |
|  |                                |                                |                                |   | E2          | Tampa Bay                  | 4                          |                            |  |    |                       |                       |                       |  |    |                            |                            |                            |
|  |                                | E4                             | Boston                         | 1 |             |                            |                            |                            |  |    |                       |                       |                       |  |    |                            |                            |                            |
|  | E4                             | E4                             | Boston                         | 1 | Boston      | 4                          |                            |                            |  |    |                       |                       |                       |  |    |                            |                            |                            |
|  | E4                             |                                |                                |   | Boston      | 4                          |                            |                            |  |    |                       |                       |                       |  |    |                            |                            |                            |
|  | E5                             | Caroline                       | 1                              |   |             |                            |                            |                            |  |    |                       |                       |                       |  |    |                            |                            |                            |
|  | E5                             | Caroline                       | 1                              |   |             |                            |                            |                            |  |    |                       |                       |                       |  | E2 | Tampa Bay                  | 4                          |                            |
|  |                                |                                |                                |   |             |                            |                            |                            |  |    |                       |                       |                       |  | E2 | Tampa Bay                  | 4                          |                            |
|  |                                | O3                             | Dallas                         | 2 |             |                            |                            |                            |  |    |                       |                       |                       |  |    |                            |                            |                            |
|  | O1                             | O3                             | Dallas                         | 2 | Las Vegas   | 4                          |                            |                            |  |    |                       |                       |                       |  |    |                            |                            |                            |
|  | O1                             |                                |                                |   | Las Vegas   | 4                          |                            |                            |  |    |                       |                       |                       |  |    |                            |                            |                            |
|  | O8                             | Chicago                        | 1                              |   |             |                            |                            |                            |  |    |                       |                       |                       |  |    |                            |                            |                            |
|  | O8                             | Chicago                        | 1                              |   | O1          | Las Vegas                  | 4                          |                            |  |    |                       |                       |                       |  |    |                            |                            |                            |
|  |                                |                                |                                |   | O1          | Las Vegas                  | 4                          |                            |  |    |                       |                       |                       |  |    |                            |                            |                            |
|  |                                | O5                             | Vancouver                      | 3 |             |                            |                            |                            |  |    |                       |                       |                       |  |    |                            |                            |                            |
|  | O2                             | O5                             | Vancouver                      | 3 | Colorado    | 4                          |                            |                            |  |    |                       |                       |                       |  |    |                            |                            |                            |
|  | O2                             |                                |                                |   | Colorado    | 4                          |                            |                            |  |    |                       |                       |                       |  |    |                            |                            |                            |
|  | O7                             | Arizona                        | 1                              |   |             |                            |                            |                            |  |    |                       |                       |                       |  |    |                            |                            |                            |
|  | O7                             | Arizona                        | 1                              |   |             |                            |                            |                            |  | O1 | Las Vegas             | 1                     |                       |  |    |                            |                            |                            |
|  | Association de l'Ouest         |                                |                                |   |             |                            |                            |                            |  | O1 | Las Vegas             | 1                     |                       |  |    |                            |                            |                            |
|  |                                | O3                             | Dallas                         | 4 |             |                            |                            |                            |  |    |                       |                       |                       |  |    |                            |                            |                            |
|  | O3                             | O3                             | Dallas                         | 4 | Dallas      | 4                          |                            |                            |  |    |                       |                       |                       |  |    |                            |                            |                            |
|  | O3                             |                                |                                |   | Dallas      | 4                          |                            |                            |  |    |                       |                       |                       |  |    |                            |                            |                            |
|  | O6                             | Calgary                        | 2                              |   |             |                            |                            |                            |  |    |                       |                       |                       |  |    |                            |                            |                            |
|  | O6                             | Calgary                        | 2                              |   | O2          | Colorado                   | 3                          |                            |  |    |                       |                       |                       |  |    |                            |                            |                            |
|  |                                |                                |                                |   | O2          | Colorado                   | 3                          |                            |  |    |                       |                       |                       |  |    |                            |                            |                            |
|  |                                | O3                             | Dallas                         | 4 |             |                            |                            |                            |  |    |                       |                       |                       |  |    |                            |                            |                            |
|  | O4                             | O3                             | Dallas                         | 4 | Saint-Louis | 2                          |                            |                            |  |    |                       |                       |                       |  |    |                            |                            |                            |
|  | O4                             |                                |                                |   | Saint-Louis | 2                          |                            |                            |  |    |                       |                       |                       |  |    |                            |                            |                            |
|  | O5                             | Vancouver                      | 4                              |   |             |                            |                            |                            |  |    |                       |                       |                       |  |    |                            |                            |                            |

### Détails des matchs

#### Quarts de finale d'association

##### Philadelphie contre Montréal
Les Flyers de Philadelphie, dernière qualifiée des quatre équipes de l'association de l'Est au début du tournoi de classement ont gagné leurs trois matchs pour s'offrir la première place des têtes de séries lors du tournoi final. Pour leur part, les Canadiens de Montréal, 12e et derniers sélectionnés pour le tour de qualification, ont déjoué les pronostics en battant en quatre matches les Penguins de Pittsburgh. En saison régulière, les deux équipes se sont rencontrées à trois reprises, pour un bilan de deux victoires contre une en faveur des Flyers. En saison régulière, Travis Konecny des Flyers et Tomáš Tatar des Canadiens ont terminé en tête des pointeurs de leur équipe respective avec 61 points chacun,. Côté gardiens, Carter Hart et Brian Elliott se sont partagé le filet pour Philadelphie, autant en saison qu'en tournoi de classement ; Carey Price est le gardien numéro un de Montréal et a terminé le tour de qualification avec une moyenne de 1,67 but encaissé par match et 94,7 % d'arrêts.
| 12 août | Philadelphie | 2-1 (1-0, 1-1, 0-0) | Montréal | Scotiabank Arena |

| Feuille de match | Feuille de match                                                             | Feuille de match | Feuille de match                             | Feuille de match                                                      |
| ---------------- | ---------------------------------------------------------------------------- | ---------------- | -------------------------------------------- | --------------------------------------------------------------------- |
|                  | Voráček (Provorov, Giroux) — 8 min 54 s (SN) Farabee (Sanheim) — 34 min 54 s | 1-0 1-1 2-1      | Weber (Drouin, Gallagher) — 34 min 38 s (SN) | Arbitrage : Trevor Hanson, Eric Furlatt Matt MacPherson, Derek Nansen |
| Hart             | Gardiens                                                                     | Price            |                                              | Arbitrage : Trevor Hanson, Eric Furlatt Matt MacPherson, Derek Nansen |
| 6 min            | Pénalités                                                                    | 10 min           |                                              | Arbitrage : Trevor Hanson, Eric Furlatt Matt MacPherson, Derek Nansen |
| 31               | Tirs                                                                         | 28               |                                              | Arbitrage : Trevor Hanson, Eric Furlatt Matt MacPherson, Derek Nansen |

| 14 août | Philadelphie | 0-5 (0-2, 0-2, 0-1) | Montréal | Scotiabank Arena |

| Feuille de match                         | Feuille de match | Feuille de match    | Feuille de match | Feuille de match                                             |
| ---------------------------------------- | ---------------- | ------------------- | --- | ------------------------------------------------------------ |
|                                          |                  | 0-1 0-2 0-3 0-4 0-5 | Tatar (Gallagher, Suzuki) — 1 min 2 s Kotkaniemi (Drouin, Domi) — 12 min 36 s Tatar (Mete, Domi) — 21 min 25 s (SN) Armia (Evans, Belzile) — 37 min 57 s Kotkaniemi (Domi, Mete) — 50 min 35 s (SN) | Arbitrage : Jean Hebert, Gord Dwyer Devin Berg, Steve Barton |
| Hart (37 min 57 s) Elliott (21 min 57 s) | Gardiens         | Price               | | Arbitrage : Jean Hebert, Gord Dwyer Devin Berg, Steve Barton |
| 26 min                                   | Pénalités        | 24 min              | | Arbitrage : Jean Hebert, Gord Dwyer Devin Berg, Steve Barton |
| 30                                       | Tirs             | 32                  | | Arbitrage : Jean Hebert, Gord Dwyer Devin Berg, Steve Barton |

| 16 août | Montréal | 0-1 (0-1, 0-0, 0-0) | Philadelphie | Scotiabank Arena |

| Feuille de match | Feuille de match | Feuille de match | Feuille de match                    | Feuille de match                                                       |
| ---------------- | ---------------- | ---------------- | ----------------------------------- | ---------------------------------------------------------------------- |
|                  |                  | 0-1              | Voráček (Giroux, Hägg) — 5 min 21 s | Arbitrage : Chris Lee, Francis Charron David Brisebois, Michel Cormier |
| Price            | Gardiens         | Hart             |                                     | Arbitrage : Chris Lee, Francis Charron David Brisebois, Michel Cormier |
| 12 min           | Pénalités        | 6 min            |                                     | Arbitrage : Chris Lee, Francis Charron David Brisebois, Michel Cormier |
| 23               | Tirs             | 20               |                                     | Arbitrage : Chris Lee, Francis Charron David Brisebois, Michel Cormier |

| 18 août | Montréal | 0-2 (0-1, 0-1, 0-0) | Philadelphie | Scotiabank Arena |

| Feuille de match | Feuille de match | Feuille de match | Feuille de match                                                            | Feuille de match                                                        |
| ---------------- | ---------------- | ---------------- | --------------------------------------------------------------------------- | ----------------------------------------------------------------------- |
|                  |                  | 0-1 0-2          | Raffl (Couturier, Voráček) — 6 min 32 s Myers (Konecny, Hayes) — 37 min 4 s | Arbitrage : Wes McCauley, Frederick L'Ecuyer Derek Amell, Bryan Pancich |
| Price            | Gardiens         | Hart             |                                                                             | Arbitrage : Wes McCauley, Frederick L'Ecuyer Derek Amell, Bryan Pancich |
| 6 min            | Pénalités        | 4 min            |                                                                             | Arbitrage : Wes McCauley, Frederick L'Ecuyer Derek Amell, Bryan Pancich |
| 29               | Tirs             | 22               |                                                                             | Arbitrage : Wes McCauley, Frederick L'Ecuyer Derek Amell, Bryan Pancich |

| 19 août | Philadelphie | 3-5 (0-1, 2-2, 1-2) | Montréal | Scotiabank Arena |

| Feuille de match | Feuille de match | Feuille de match                | Feuille de match | Feuille de match                                                   |
| ---------------- | --- | ------------------------------- | --- | ------------------------------------------------------------------ |
|                  | Voráček (Giroux, Provorov) — 22 min 35 s (SN) Voráček (Giroux, Couturier) — 26 min 37 s (SN) Farabee (Voráček, Couturier) — 50 min 37 s (SN) | 0-1 1-1 2-1 2-2 2-3 3-3 3-4 3-5 | Armia (Ouellet, Kulak) — 2 min 53 s (IN) Armia (Kulak) — 30 min 12 s Gallagher (Suzuki, Drouin) — 31 min 30 s (SN) Suzuki (Drouin) — 50 min 59 s Danault (Lehkonen) — 59 min 42 s (CV) | Arbitrage : Kyle Rehman, Chris Lee Shandor Alphonso, Greg Devorski |
| Hart             | Gardiens | Price                           | | Arbitrage : Kyle Rehman, Chris Lee Shandor Alphonso, Greg Devorski |
| 34 min           | Pénalités | 33 min                          | | Arbitrage : Kyle Rehman, Chris Lee Shandor Alphonso, Greg Devorski |
| 29               | Tirs | 33                              | | Arbitrage : Kyle Rehman, Chris Lee Shandor Alphonso, Greg Devorski |

| 21 août | Montréal | 2-3 (1-2, 1-1, 0-0) | Philadelphie | Scotiabank Arena |

| Feuille de match | Feuille de match                                                             | Feuille de match    | Feuille de match                                                                                      | Feuille de match                                             |
| ---------------- | ---------------------------------------------------------------------------- | ------------------- | --- | ------------------------------------------------------------ |
|                  | Suzuki (Armia, Drouin) — 10 min 3 s (SN) Suzuki (Drouin, Armia) — 26 min 5 s | 0-1 0-2 1-2 1-3 2-3 | Provorov (Hayes) — 28 s Provorov (Grant, Pitlick) — 5 min 23 s Raffl (Sanheim, Voráček) — 24 min 26 s | Arbitrage : Jean Hebert, Gord Dwyer Steve Barton, Devin Berg |
| Price            | Gardiens                                                                     | Hart                | | Arbitrage : Jean Hebert, Gord Dwyer Steve Barton, Devin Berg |
| 8 min            | Pénalités                                                                    | 4 min               | | Arbitrage : Jean Hebert, Gord Dwyer Steve Barton, Devin Berg |
| 33               | Tirs                                                                         | 17                  | | Arbitrage : Jean Hebert, Gord Dwyer Steve Barton, Devin Berg |

##### Tampa Bay contre Columbus
Le Lightning de Tampa Bay et les Blue Jackets de Columbus se rencontrent au premier tour du tournoi final comme en 2019. Tampa Bay, qui avait remporté le Trophée des présidents était alors grand favori mais avait perdu en quatre matchs contre Columbus. Le Lightning a terminé la saison régulière à la deuxième place de l'association de l'Est, place qu'il a conservé dans le tournoi de classement. Les Blue Jackets, neuvièmes de la saison, ont vaincu les Maple Leafs de Toronto à l'issue du cinquième et dernier match de la série de qualification qui les opposaient. Lors de la saison, les deux équipes ne se sont croisées qu'à une seule reprise, rencontre qui s'est terminée par une victoire de Tampa Bay en prolongation ; Nikita Koutcherov pour le Lightning et Pierre-Luc Dubois pour les Blue Jackets ont terminé en tête des pointeurs de leur équipe ; Andreï Vassilevski est le gardien qui a été le plus utilisé par Tampa Bay alors que Joonas Korpisalo et Matiss Kivlenieks se sont partagé l'essentiel de la tâche à Columbus,.
Le premier match de la série, remporté par le Lightning, se termine en cinquième prolongation. Il devient alors le quatrième plus long match de l'histoire de la LNH et voit deux autres records être battus par des joueurs des Blue Jackets : Korpisalo arrête 85 tirs, battant le record de 73 arrêts de Kelly Hrudey qui datait de 1987, et Seth Jones passe 1 h 5 min 6 s sur la glace. Zachary Werenski, autre défenseur de Columbus, qui a joué 1 h 1 min 14 s, devient avec Jones un des cinq seuls joueurs à avoir joué plus d'une heure pendant un match de la LNH en compagnie de Sergueï Zoubov, Derian Hatcher et Dan McGillis.
| 11 août | Tampa Bay | 3-2 (5 pr) (1-1, 0-1, 1-0, 0-0, 0-0, 0-0, 0-0, 1-0) | Columbus | Scotiabank Arena |

| Feuille de match | Feuille de match | Feuille de match    | Feuille de match                                                                   | Feuille de match                                               |
| ---------------- | --- | ------------------- | ---------------------------------------------------------------------------------- | -------------------------------------------------------------- |
|                  | Point (Koutcherov, Hedman) — 6 min 27 s Gourde (McDonagh) — 40 min 23 s Point (Koutcherov, Sergatchiov) — 150 min 27 s | 0-1 1-1 1-2 2-2 3-2 | Dubois (Texier, Jones) — 2 min 39 s (SN) Bjorkstrand (Dubois, Kukan) — 39 min 12 s | Arbitrage : Gord Dwyer, Jean Hebert Derek Amell, Bryan Pancich |
| Vassilevski      | Gardiens | Korpisalo           |                                                                                    | Arbitrage : Gord Dwyer, Jean Hebert Derek Amell, Bryan Pancich |
| 10 min           | Pénalités | 8 min               |                                                                                    | Arbitrage : Gord Dwyer, Jean Hebert Derek Amell, Bryan Pancich |
| 88               | Tirs | 63                  |                                                                                    | Arbitrage : Gord Dwyer, Jean Hebert Derek Amell, Bryan Pancich |

| 13 août | Tampa Bay | 1-3 (1-2, 0-0, 0-1) | Columbus | Scotiabank Arena |

| Feuille de match | Feuille de match                       | Feuille de match | Feuille de match | Feuille de match                                                       |
| ---------------- | -------------------------------------- | ---------------- | --- | ---------------------------------------------------------------------- |
|                  | Koutcherov (Palát, Point) — 5 min 24 s | 1-0 1-1 1-2 1-3  | Murray (Dubois) — 12 min 52 s Bjorkstrand (Dubois, Texier) — 18 min 35 s (SN) Wennberg (Foudy, Foligno) — 51 min 27 s | Arbitrage : Chris Lee, Francis Charron Greg Devorski, Shandor Alphonso |
| Vassilevski      | Gardiens                               | Korpisalo        | | Arbitrage : Chris Lee, Francis Charron Greg Devorski, Shandor Alphonso |
| 6 min            | Pénalités                              | 4 min            | | Arbitrage : Chris Lee, Francis Charron Greg Devorski, Shandor Alphonso |
| 37               | Tirs                                   | 22               | | Arbitrage : Chris Lee, Francis Charron Greg Devorski, Shandor Alphonso |

| 15 août | Columbus | 2-3 (0-1, 1-2, 1-0) | Tampa Bay | Scotiabank Arena |

| Feuille de match | Feuille de match                                                     | Feuille de match    | Feuille de match | Feuille de match                                                           |
| ---------------- | -------------------------------------------------------------------- | ------------------- | --- | -------------------------------------------------------------------------- |
|                  | Nash (Nyquist) — 21 min 49 s Robinson (Nash, Wennberg) — 41 min 37 s | 0-1 1-1 1-2 1-3 2-3 | Killorn (Cirelli, Bogosian) — 15 min 48 s Point (McDonagh, Koutcherov) — 34 min 16 s Hedman (Verhaeghe, Paquette) — 38 min 53 s | Arbitrage : Wes McCauley, Frederick L'Ecuyer Matt MacPherson, Derek Nansen |
| Korpisalo        | Gardiens                                                             | Vassilevski         | | Arbitrage : Wes McCauley, Frederick L'Ecuyer Matt MacPherson, Derek Nansen |
| 2 min            | Pénalités                                                            | 8 min               | | Arbitrage : Wes McCauley, Frederick L'Ecuyer Matt MacPherson, Derek Nansen |
| 17               | Tirs                                                                 | 34                  | | Arbitrage : Wes McCauley, Frederick L'Ecuyer Matt MacPherson, Derek Nansen |

| 17 août | Columbus | 1-2 (0-0, 1-2, 0-0) | Tampa Bay | Scotiabank Arena |

| Feuille de match | Feuille de match                          | Feuille de match | Feuille de match                                                                   | Feuille de match                                               |
| ---------------- | ----------------------------------------- | ---------------- | ---------------------------------------------------------------------------------- | -------------------------------------------------------------- |
|                  | Atkinson (Dubois, Werenski) — 25 min 48 s | 0-1 0-2 1-2      | Goodrow (Coleman, Gourde) — 20 min 16 s Gourde (Shattenkirk, Goodrow) — 24 min 9 s | Arbitrage : Wes McCauley, Kyle Rehman Steve Barton, Devin Berg |
| Korpisalo        | Gardiens                                  | Vassilevski      |                                                                                    | Arbitrage : Wes McCauley, Kyle Rehman Steve Barton, Devin Berg |
| 8 min            | Pénalités                                 | 6 min            |                                                                                    | Arbitrage : Wes McCauley, Kyle Rehman Steve Barton, Devin Berg |
| 29               | Tirs                                      | 22               |                                                                                    | Arbitrage : Wes McCauley, Kyle Rehman Steve Barton, Devin Berg |

| 19 août | Tampa Bay | 5-4 (pr) (2-1, 0-2, 2-1, 1-0) | Columbus | Scotiabank Arena |

| Feuille de match | Feuille de match | Feuille de match                    | Feuille de match | Feuille de match                                                        |
| ---------------- | --- | ----------------------------------- | --- | ----------------------------------------------------------------------- |
|                  | Johnson (Černák, Cirelli) — 5 min 38 s Coleman (Bogosian) — 6 min 39 s Shattenkirk (Point, Koutcherov) — 52 min 1 s Cirelli (Point, Koutcherov) — 58 min 2 s Point (Koutcherov) — 65 min 12 s | 1-0 2-0 2-1 2-2 2-3 2-4 3-4 4-4 5-4 | Foligno (Wennberg, Atkinson) — 11 min 51 s Stenlund (Jones, Atkinson) — 29 min 35 s (SN) Wennberg (Gavrikov, Foligno) — 39 min 44 s Bjorkstrand (Dubois, Gavrikov) — 49 min 33 s | Arbitrage : Eric Furlatt, Trevor Hanson Michel Cormier, David Brisebois |
| Vassilevski      | Gardiens | Korpisalo                           | | Arbitrage : Eric Furlatt, Trevor Hanson Michel Cormier, David Brisebois |
| 14 min           | Pénalités | 2 min                               | | Arbitrage : Eric Furlatt, Trevor Hanson Michel Cormier, David Brisebois |
| 25               | Tirs | 41                                  | | Arbitrage : Eric Furlatt, Trevor Hanson Michel Cormier, David Brisebois |

##### Washington contre New York
| 12 août | Washington | 2-4 (0-0, 2-1, 0-3) | New York | Scotiabank Arena |

| Feuille de match | Feuille de match                                                                          | Feuille de match        | Feuille de match | Feuille de match                                                |
| ---------------- | ----------------------------------------------------------------------------------------- | ----------------------- | --- | --------------------------------------------------------------- |
|                  | Oshie (Kouznetsov, Carlson) — 25 min 27 s (SN) Oshie (Wilson, Carlson) — 31 min 18 s (SN) | 1-0 2-0 2-1 2-2 2-3 2-4 | Eberle (Barzal) — 38 min 57 s Lee (Pulock, Nelson) — 40 min 51 s Bailey (Nelson) — 46 min 52 s (IN) Beauvillier (Bailey, Barzal) — 51 min 55 s | Arbitrage : Kevin Pollock, Kyle Rehman Steve Barton, Devin Berg |
| Holtby           | Gardiens                                                                                  | Varlamov                | | Arbitrage : Kevin Pollock, Kyle Rehman Steve Barton, Devin Berg |
| 17 min           | Pénalités                                                                                 | 23 min                  | | Arbitrage : Kevin Pollock, Kyle Rehman Steve Barton, Devin Berg |
| 26               | Tirs                                                                                      | 27                      | | Arbitrage : Kevin Pollock, Kyle Rehman Steve Barton, Devin Berg |

| 14 août | Washington | 2-5 (0-0, 1-3, 0-2) | New York | Scotiabank Arena |

| Feuille de match | Feuille de match                                                             | Feuille de match            | Feuille de match | Feuille de match                                                        |
| ---------------- | ---------------------------------------------------------------------------- | --------------------------- | --- | ----------------------------------------------------------------------- |
|                  | Ovetchkine (Wilson, Carlson) — 56 s Ovetchkine (Dillon, Orlov) — 26 min 39 s | 1-0 1-1 1-2 2-2 2-3 2-4 2-5 | Leddy (Bailey, Beauvillier) — 22 min 56 s (SN) Matt Martin (Mayfield) — 26 min 39 s Nelson — 26 min 54 s Clutterbuck (Pageau) — 57 min 14 s Lee (Pageau, Pelech) — 58 min 21 s (CV) | Arbitrage : Eric Furlatt, Trevor Hanson Michel Cormier, David Brisebois |
| Holtby           | Gardiens                                                                     | Varlamov                    | | Arbitrage : Eric Furlatt, Trevor Hanson Michel Cormier, David Brisebois |
| 14 min           | Pénalités                                                                    | 8 min                       | | Arbitrage : Eric Furlatt, Trevor Hanson Michel Cormier, David Brisebois |
| 25               | Tirs                                                                         | 32                          | | Arbitrage : Eric Furlatt, Trevor Hanson Michel Cormier, David Brisebois |

| 16 août | New York | 2-1 (pr) (1-0, 0-1, 0-0, 1-0) | Washington | Scotiabank Arena |

| Feuille de match | Feuille de match                                                           | Feuille de match | Feuille de match                                    | Feuille de match                                               |
| ---------------- | -------------------------------------------------------------------------- | ---------------- | --------------------------------------------------- | -------------------------------------------------------------- |
|                  | Lee (Pelech, Pulock) — 14 min 50 s Barzal (Eberle, Brassard) — 64 min 28 s | 1-0 1-1 2-1      | Kouznetsov (Carlson, Ovetchkine) — 25 min 50 s (SN) | Arbitrage : Jean Hebert, Gord Dwyer Derek Amell, Bryan Pancich |
| Varlamov         | Gardiens                                                                   | Holtby           |                                                     | Arbitrage : Jean Hebert, Gord Dwyer Derek Amell, Bryan Pancich |
| 4 min            | Pénalités                                                                  | 10 min           |                                                     | Arbitrage : Jean Hebert, Gord Dwyer Derek Amell, Bryan Pancich |
| 34               | Tirs                                                                       | 23               |                                                     | Arbitrage : Jean Hebert, Gord Dwyer Derek Amell, Bryan Pancich |

| 18 août | New York | 2-3 (2-0, 0-2, 0-1) | Washington | Scotiabank Arena |

| Feuille de match | Feuille de match                                                            | Feuille de match    | Feuille de match | Feuille de match                                                       |
| ---------------- | --------------------------------------------------------------------------- | ------------------- | --- | ---------------------------------------------------------------------- |
|                  | Pageau (Mayfield, Cizikas) — 3 min 50 s Barzal (Leddy, Greene) — 9 min 16 s | 1-0 2-0 2-1 2-2 2-3 | Kouznetsov (Carlson, Holtby) — 23 min 35 s Ovetchkine (Carlson, Kouznetsov) — 25 min 29 s (SN) Ovetchkine (Orlov) — 43 min 40 s | Arbitrage : Francis Charron, Chris Lee Shandor Alphonso, Greg Devorski |
| Varlamov         | Gardiens                                                                    | Holtby              | | Arbitrage : Francis Charron, Chris Lee Shandor Alphonso, Greg Devorski |
| 12 min           | Pénalités                                                                   | 14 min              | | Arbitrage : Francis Charron, Chris Lee Shandor Alphonso, Greg Devorski |
| 26               | Tirs                                                                        | 29                  | | Arbitrage : Francis Charron, Chris Lee Shandor Alphonso, Greg Devorski |

| 20 août | Washington | 0-4 (0-1, 0-1, 0-2) | New York | Scotiabank Arena |

| Feuille de match | Feuille de match | Feuille de match | Feuille de match | Feuille de match                                                           |
| ---------------- | ---------------- | ---------------- | --- | -------------------------------------------------------------------------- |
|                  |                  | 0-1 0-2 0-3 0-4  | Beauvillier (Nelson, Bailey) — 10 min 19 s (SN) Beauvillier (Bailey) — 29 min 33 s Leddy — 57 min 47 s (CV) Bailey — 58 min 31 s (CV) | Arbitrage : Frederick L'Ecuyer, Wes McCauley Matt MacPherson, Derek Nansen |
| Holtby           | Gardiens         | Varlamov         | | Arbitrage : Frederick L'Ecuyer, Wes McCauley Matt MacPherson, Derek Nansen |
| 6 min            | Pénalités        | 4 min            | | Arbitrage : Frederick L'Ecuyer, Wes McCauley Matt MacPherson, Derek Nansen |
| 21               | Tirs             | 17               | | Arbitrage : Frederick L'Ecuyer, Wes McCauley Matt MacPherson, Derek Nansen |

##### Boston contre Caroline
| 12 août | Boston | 4-3 (2 pr) (1-1, 1-1, 1-1, 0-0, 1-0) | Caroline | Scotiabank Arena |

| Feuille de match | Feuille de match | Feuille de match            | Feuille de match                                                                                   | Feuille de match                                                       |
| ---------------- | --- | --------------------------- | -------------------------------------------------------------------------------------------------- | ---------------------------------------------------------------------- |
|                  | Pastrňák (Marchand, Bergeron) — 17 min 45 s Coyle (Bjork, Ritchie) — 24 min 38 s Krejčí (Kaše, McAvoy) — 40 min 59 s Bergeron (Pastrňák) — 81 min 13 s | 0-1 1-1 2-1 2-2 3-2 3-3 4-3 | Edmundson (Teräväinen, Aho) — 13 min 2 s McGinn — 24 min 59 s (IN) Fleury (Trocheck) — 49 min 49 s | Arbitrage : Francis Charron, Chris Lee Michel Cormier, David Brisebois |
| Rask             | Gardiens | Mrázek                      | | Arbitrage : Francis Charron, Chris Lee Michel Cormier, David Brisebois |
| 8 min            | Pénalités | 10 min                      | | Arbitrage : Francis Charron, Chris Lee Michel Cormier, David Brisebois |
| 40               | Tirs | 28                          | | Arbitrage : Francis Charron, Chris Lee Michel Cormier, David Brisebois |

| 13 août | Boston | 2-3 (1-0, 1-2, 0-1) | Caroline | Scotiabank Arena |

| Feuille de match | Feuille de match                                                                          | Feuille de match    | Feuille de match                                                                                                 | Feuille de match                                                        |
| ---------------- | ----------------------------------------------------------------------------------------- | ------------------- | --- | ----------------------------------------------------------------------- |
|                  | Krejčí (Marchand, Krug) — 15 min 41 s (SN) Marchand (Bergeron, Krejčí) — 39 min 55 s (SN) | 1-0 1-1 1-2 2-2 2-3 | Teravainen (Svetchnikov, Aho) — 35 min 13 s (SN) Svechnikov (Nečas) — 36 min 41 s Hamilton (Necas) — 48 min 30 s | Arbitrage : Wes McCauley, Frederick L'Ecuyer Derek Amell, Bryan Pancich |
| Rask             | Gardiens                                                                                  | Reimer              | | Arbitrage : Wes McCauley, Frederick L'Ecuyer Derek Amell, Bryan Pancich |
| 8 min            | Pénalités                                                                                 | 8 min               | | Arbitrage : Wes McCauley, Frederick L'Ecuyer Derek Amell, Bryan Pancich |
| 35               | Tirs                                                                                      | 26                  | | Arbitrage : Wes McCauley, Frederick L'Ecuyer Derek Amell, Bryan Pancich |

| 15 août | Caroline | 1-3 (0-0, 0-1, 1-2) | Boston | Scotiabank Arena |

| Feuille de match | Feuille de match                | Feuille de match | Feuille de match | Feuille de match                                                       |
| ---------------- | ------------------------------- | ---------------- | --- | ---------------------------------------------------------------------- |
|                  | Niederreiter — 46 min 30 s (SN) | 0-1 0-2 1-2 1-3  | Coyle (Marchand, Krejčí) — 20 min 14 s (SN) Kuraly (Coyle, McAvoy) — 41 min 16 s (IN) Marchand (Krejčí) — 59 min 29 s (CV) | Arbitrage : Kyle Rehman, Trevor Hanson Shandor Alphonso, Greg Devorski |
| Mrázek           | Gardiens                        | Halák            | | Arbitrage : Kyle Rehman, Trevor Hanson Shandor Alphonso, Greg Devorski |
| 10 min           | Pénalités                       | 10 min           | | Arbitrage : Kyle Rehman, Trevor Hanson Shandor Alphonso, Greg Devorski |
| 30               | Tirs                            | 39               | | Arbitrage : Kyle Rehman, Trevor Hanson Shandor Alphonso, Greg Devorski |

| 17 août | Caroline | 3-4 (1-0, 1-0, 1-4) | Boston | Scotiabank Arena |

| Feuille de match | Feuille de match | Feuille de match            | Feuille de match | Feuille de match                                                      |
| ---------------- | --- | --------------------------- | --- | --------------------------------------------------------------------- |
|                  | Williams (Jake Gardiner, Trocheck) — 9 min 17 s Martinook (Aho) — 32 min 8 s Teravainen (Skjei, Hamilton) — 58 min 33 s | 1-0 2-0 2-1 2-2 2-3 2-4 3-4 | DeBrusk (Kaše, Clifton) — 47 min 26 s Clifton (Nordström, Wagner) — 50 min 10 s Marchand (Krug) — 51 min 40 s DeBrusk (Kaše, Krejčí) — 54 min 17 s | Arbitrage : Eric Furlatt, Trevor Hanson Matt MacPherson, Derek Nansen |
| Reimer           | Gardiens | Halák                       | | Arbitrage : Eric Furlatt, Trevor Hanson Matt MacPherson, Derek Nansen |
| 6 min            | Pénalités | 2 min                       | | Arbitrage : Eric Furlatt, Trevor Hanson Matt MacPherson, Derek Nansen |
| 19               | Tirs | 33                          | | Arbitrage : Eric Furlatt, Trevor Hanson Matt MacPherson, Derek Nansen |

| 19 août | Boston | 2-1 (0-1, 2-0, 0-0) | Caroline | Scotiabank Arena |

| Feuille de match | Feuille de match                                                                              | Feuille de match | Feuille de match                     | Feuille de match                                             |
| ---------------- | --------------------------------------------------------------------------------------------- | ---------------- | ------------------------------------ | ------------------------------------------------------------ |
|                  | Krejčí (Pastrňák, Bergeron) — 35 min 20 s (SN) Bergeron (Pastrňák, Krejčí) — 39 min 56 s (SN) | 0-1 1-1 2-1      | Fleury (Aho, Martinook) — 9 min 35 s | Arbitrage : Gord Dwyer, Jean Hebert Steve Barton, Devin Berg |
| Halák            | Gardiens                                                                                      | Mrázek           |                                      | Arbitrage : Gord Dwyer, Jean Hebert Steve Barton, Devin Berg |
| 6 min            | Pénalités                                                                                     | 8 min            |                                      | Arbitrage : Gord Dwyer, Jean Hebert Steve Barton, Devin Berg |
| 27               | Tirs                                                                                          | 24               |                                      | Arbitrage : Gord Dwyer, Jean Hebert Steve Barton, Devin Berg |

##### Las Vegas contre Chicago
| 11 août | Las Vegas | 4-1 (0-0, 2-1, 2-0) | Chicago | Rogers Place |

| Feuille de match | Feuille de match | Feuille de match    | Feuille de match                | Feuille de match                                                         |
| ---------------- | --- | ------------------- | ------------------------------- | ------------------------------------------------------------------------ |
|                  | Theodore (Smith, Martinez) — 27 min 22 s Martinez (Reaves, Roy) — 29 min 39 s Smith (Marchessault) — 43 min 32 s Smith (Marchessault) — 48 min 14 s | 1-0 2-0 2-1 3-1 4-1 | Kämpf (Saad) — 30 min 51 s (IN) | Arbitrage : Francois StLaurent, Brad Meier Brad Kovachik, Libor Suchanek |
| Lehner           | Gardiens | Crawford            |                                 | Arbitrage : Francois StLaurent, Brad Meier Brad Kovachik, Libor Suchanek |
| 4 min            | Pénalités | 4 min               |                                 | Arbitrage : Francois StLaurent, Brad Meier Brad Kovachik, Libor Suchanek |
| 34               | Tirs | 20                  |                                 | Arbitrage : Francois StLaurent, Brad Meier Brad Kovachik, Libor Suchanek |

| 13 août | Las Vegas | 4-3 (pr) (2-0, 1-3, 0-0, 1-0) | Chicago | Rogers Place |

| Feuille de match | Feuille de match | Feuille de match            | Feuille de match                                                                                                  | Feuille de match                                                     |
| ---------------- | --- | --------------------------- | --- | -------------------------------------------------------------------- |
|                  | Stastny (Marchessault, Smith) — 10 min 44 s Nosek (Carrier) — 15 min 35 s Stone (Martinez, Marchessault) — 37 min 20 s Smith (Stastny, Cousins) — 67 min 13 s | 1-0 2-0 2-1 2-2 3-2 3-3 4-3 | Dach (de Haan, Kane) — 23 min 17 s Kubalík (Kane, Toews) — 32 min 7 s (SN) Strome (Kane, DeBrincat) — 39 min 46 s | Arbitrage : Kelly Sutherland, TJ Luxmore Ryan Gibbons, Mark Shewchyk |
| Lehner           | Gardiens | Crawford                    | | Arbitrage : Kelly Sutherland, TJ Luxmore Ryan Gibbons, Mark Shewchyk |
| 4 min            | Pénalités | 2 min                       | | Arbitrage : Kelly Sutherland, TJ Luxmore Ryan Gibbons, Mark Shewchyk |
| 39               | Tirs | 25                          | | Arbitrage : Kelly Sutherland, TJ Luxmore Ryan Gibbons, Mark Shewchyk |

| 15 août | Chicago | 1-2 (0-1, 0-1, 1-0) | Las Vegas | Rogers Place |

| Feuille de match | Feuille de match                      | Feuille de match | Feuille de match                                                       | Feuille de match                                                     |
| ---------------- | ------------------------------------- | ---------------- | ---------------------------------------------------------------------- | -------------------------------------------------------------------- |
|                  | Määttä (Caggiula, Kane) — 46 min 21 s | 0-1 0-2 1-2      | Karlsson (Stone) — 4 min 12 s (IN) Brown (Tuch, Schmidt) — 35 min 23 s | Arbitrage : Steve Kozari, Brian Pochmara Tony Sericolo, Jonny Murray |
| Crawford         | Gardiens                              | Fleury           |                                                                        | Arbitrage : Steve Kozari, Brian Pochmara Tony Sericolo, Jonny Murray |
| 6 min            | Pénalités                             | 8 min            |                                                                        | Arbitrage : Steve Kozari, Brian Pochmara Tony Sericolo, Jonny Murray |
| 27               | Tirs                                  | 26               |                                                                        | Arbitrage : Steve Kozari, Brian Pochmara Tony Sericolo, Jonny Murray |

| 16 août | Chicago | 3-1 (2-1, 0-0, 1-0) | Las Vegas | Rogers Place |

| Feuille de match | Feuille de match                                                                                         | Feuille de match | Feuille de match                          | Feuille de match                                                    |
| ---------------- | --- | ---------------- | ----------------------------------------- | ------------------------------------------------------------------- |
|                  | Caggiula (Määttä, Dach) — 4 min 8 s Highmore (Keith) — 13 min 40 s DeBrincat (Murphy) — 59 min 49 s (CV) | 1-0 2-0 2-1 3-1  | Theodore (Martinez, Reaves) — 13 min 58 s | Arbitrage : Chris Rooney, Jon McIsaac Libor Suchanek, Brad Kovachik |
| Crawford         | Gardiens                                                                                                 | Lehner           |                                           | Arbitrage : Chris Rooney, Jon McIsaac Libor Suchanek, Brad Kovachik |
| 6 min            | Pénalités                                                                                                | 6 min            |                                           | Arbitrage : Chris Rooney, Jon McIsaac Libor Suchanek, Brad Kovachik |
| 25               | Tirs | 49               |                                           | Arbitrage : Chris Rooney, Jon McIsaac Libor Suchanek, Brad Kovachik |

| 18 août | Las Vegas | 4-3 (1-2, 2-1, 1-0) | Chicago | Rogers Place |

| Feuille de match | Feuille de match | Feuille de match            | Feuille de match                                                                                          | Feuille de match                                                      |
| ---------------- | --- | --------------------------- | --- | --------------------------------------------------------------------- |
|                  | Pacioretty (McNabb, Karlsson) — 19 min 29 s Stone (Karlsson, Pacioretty) — 20 min 57 s Martinez (Smith, Schmidt) — 27 min 8 s (SN) Tuch (Marchessault, Theodore) — 41 min 34 s | 0-1 0-2 1-2 2-2 2-3 3-3 4-3 | Toews (Kubalik, Saad) — 10 min 32 s DeBrincat (Strome, Murphy) — 18 min 19 s Kane (Caggiula) — 24 min 2 s | Arbitrage : Marc Joannette, Dan O'Rourke Andrew Smith, Pierre Racicot |
| Lehner           | Gardiens | Crawford                    | | Arbitrage : Marc Joannette, Dan O'Rourke Andrew Smith, Pierre Racicot |
| 2 min            | Pénalités | 2 min                       | | Arbitrage : Marc Joannette, Dan O'Rourke Andrew Smith, Pierre Racicot |
| 39               | Tirs | 26                          | | Arbitrage : Marc Joannette, Dan O'Rourke Andrew Smith, Pierre Racicot |

##### Colorado contre Arizona
| 12 août | Colorado | 3-0 (0-0, 0-0, 3-0) | Arizona | Rogers Place |

| Feuille de match | Feuille de match | Feuille de match | Feuille de match | Feuille de match                                                       |
| ---------------- | --- | ---------------- | ---------------- | ---------------------------------------------------------------------- |
|                  | Kadri (Makar, MacKinnon) — 53 min 5 s (SN) Compher (Donskoi, Johnson) — 53 min 15 s Rantanen (MacKinnon, Landeskog) — 54 min 28 s | 1-0 2-0 3-0      |                  | Arbitrage : Marc Joannette, Dan O'Rourke Kiel Murchison, Scott Cherrey |
| Grubauer         | Gardiens | Kuemper          |                  | Arbitrage : Marc Joannette, Dan O'Rourke Kiel Murchison, Scott Cherrey |
| 6 min            | Pénalités | 6 min            |                  | Arbitrage : Marc Joannette, Dan O'Rourke Kiel Murchison, Scott Cherrey |
| 40               | Tirs | 14               |                  | Arbitrage : Marc Joannette, Dan O'Rourke Kiel Murchison, Scott Cherrey |

| 14 août | Colorado | 3-2 (1-1, 1-1, 1-0) | Arizona | Rogers Place |

| Feuille de match | Feuille de match                                                                                                | Feuille de match    | Feuille de match                                                 | Feuille de match                                                        |
| ---------------- | --- | ------------------- | ---------------------------------------------------------------- | ----------------------------------------------------------------------- |
|                  | MacKinnon (Landeskog) — 3 min 40 s Jost (Makar, Compher) — 23 min 37 s Burakovsky (Kadri, Calvert) — 57 min 7 s | 1-0 1-1 2-1 2-2 3-2 | Keller — 16 min 49 s Grabner (Richardson, Oesterle) — 25 min 6 s | Arbitrage : Francois StLaurent, Brad Meier Andrew Smith, Pierre Racicot |
| Grubauer         | Gardiens | Kuemper             |                                                                  | Arbitrage : Francois StLaurent, Brad Meier Andrew Smith, Pierre Racicot |
| 8 min            | Pénalités | 8 min               |                                                                  | Arbitrage : Francois StLaurent, Brad Meier Andrew Smith, Pierre Racicot |
| 28               | Tirs | 32                  |                                                                  | Arbitrage : Francois StLaurent, Brad Meier Andrew Smith, Pierre Racicot |

| 15 août | Arizona | 4-2 (1-0, 1-1, 2-1) | Colorado | Rogers Place |

| Feuille de match | Feuille de match | Feuille de match        | Feuille de match                                                           | Feuille de match                                                     |
| ---------------- | --- | ----------------------- | -------------------------------------------------------------------------- | -------------------------------------------------------------------- |
|                  | Stepan (Keller, Hall) — 6 min 29 s Richardson (Garland, Demers) — 39 min 26 s Hall — 58 min 40 s (CV) Crouse (Söderberg, Demers) — 59 min 55 s (CV) | 1-0 1-1 2-1 3-1 3-2 4-2 | Burakovsky (Girard) — 33 min 12 s Rantanen (Makar, MacKinnon) — 59 min 3 s | Arbitrage : TJ Luxmore, Kelly Sutherland Ryan Gibbons, Mark Shewchyk |
| Kuemper          | Gardiens | Francouz                |                                                                            | Arbitrage : TJ Luxmore, Kelly Sutherland Ryan Gibbons, Mark Shewchyk |
| 6 min            | Pénalités | 6 min                   |                                                                            | Arbitrage : TJ Luxmore, Kelly Sutherland Ryan Gibbons, Mark Shewchyk |
| 23               | Tirs | 51                      |                                                                            | Arbitrage : TJ Luxmore, Kelly Sutherland Ryan Gibbons, Mark Shewchyk |

| 17 août | Arizona | 1-7 (0-3, 1-1, 0-3) | Colorado | Rogers Place |

| Feuille de match                 | Feuille de match                                   | Feuille de match                | Feuille de match | Feuille de match                                                     |
| -------------------------------- | -------------------------------------------------- | ------------------------------- | --- | -------------------------------------------------------------------- |
|                                  | Chychrun (Oesterle, Hinostroza) — 33 min 31 s (SN) | 0-1 0-2 0-3 0-4 1-4 1-5 1-6 1-7 | Nieto (Calvert, Bellemare) — 14 min 7 s Kadri (Landeskog, Rantanen) — 16 min 7 s (SN) Kadri (MacKinnon, Makar) — 19 min 39 s (SN) Donskoi (Burakovsky, Kadri) — 31 min 37 s Makar — 40 min 19 s Calvert (MacKinnon, Graves) — 42 min 57 s Rantanen (Johnson, Landeskog) — 56 min 24 s (SN) | Arbitrage : Steve Kozari, Brian Pochmara Jonny Murray, Tony Sericolo |
| Kuemper (40 min) Raanta (20 min) | Gardiens                                           | Grubauer                        | | Arbitrage : Steve Kozari, Brian Pochmara Jonny Murray, Tony Sericolo |
| 16 min                           | Pénalités                                          | 10 min                          | | Arbitrage : Steve Kozari, Brian Pochmara Jonny Murray, Tony Sericolo |
| 15                               | Tirs                                               | 30                              | | Arbitrage : Steve Kozari, Brian Pochmara Jonny Murray, Tony Sericolo |

| 19 août | Colorado | 7-1 (3-0, 3-0, 1-1) | Arizona | Rogers Place |

| Feuille de match | Feuille de match | Feuille de match                 | Feuille de match                      | Feuille de match                                                    |
| ---------------- | --- | -------------------------------- | ------------------------------------- | ------------------------------------------------------------------- |
|                  | Kadri (Landeskog, MacKinnon) — 4 min 39 s (SN) Girard (Burakovsky, Compher) — 8 min 29 s (SN) Kadri (Burakovsky, Donskoi) — 18 min 32 s MacKinnon (Rantanen) — 29 min 51 s MacKinnon (Rantanen, Makar) — 30 min 49 s (SN) Zadorov (MacKinnon, Landeskog) — 38 min 16 s Compher (Nieto) — 55 min 19 s | 1-0 2-0 3-0 4-0 5-0 6-0 6-1 7-1  | Keller (Demers, Stepan) — 46 min 51 s | Arbitrage : Jon McIsaac, Chris Rooney Scott Cherrey, Kiel Murchison |
| Grubauer         | Gardiens | Kuemper (40 min) Raanta (20 min) |                                       | Arbitrage : Jon McIsaac, Chris Rooney Scott Cherrey, Kiel Murchison |
| 4 min            | Pénalités | 8 min                            |                                       | Arbitrage : Jon McIsaac, Chris Rooney Scott Cherrey, Kiel Murchison |
| 36               | Tirs | 24                               |                                       | Arbitrage : Jon McIsaac, Chris Rooney Scott Cherrey, Kiel Murchison |

##### Dallas contre Calgary
| 11 août | Dallas | 2-3 (0-2, 2-1, 0-0) | Calgary | Rogers Place |

| Feuille de match | Feuille de match                                                | Feuille de match    | Feuille de match                                                                                          | Feuille de match                                                     |
| ---------------- | --------------------------------------------------------------- | ------------------- | --- | -------------------------------------------------------------------- |
|                  | Gourianov (Heiskanen, Oleksiak) — 30 min 52 s Benn — 31 min 1 s | 0-1 0-2 1-2 2-2 2-3 | Dubé (Lucic, Backlund) — 10 min 54 s (SN) Dubé (Gustafsson) — 18 min 2 s Andersson (Hanifin) — 36 min 1 s | Arbitrage : TJ Luxmore, Kelly Sutherland Jonny Murray, Tony Sericolo |
| Khoudobine       | Gardiens                                                        | Talbot              | | Arbitrage : TJ Luxmore, Kelly Sutherland Jonny Murray, Tony Sericolo |
| 7 min            | Pénalités                                                       | 9 min               | | Arbitrage : TJ Luxmore, Kelly Sutherland Jonny Murray, Tony Sericolo |
| 26               | Tirs                                                            | 26                  | | Arbitrage : TJ Luxmore, Kelly Sutherland Jonny Murray, Tony Sericolo |

| 13 août | Dallas | 5-4 (2-1, 2-1, 1-2) | Calgary | Rogers Place |

| Feuille de match | Feuille de match | Feuille de match                    | Feuille de match | Feuille de match                                                       |
| ---------------- | --- | ----------------------------------- | --- | ---------------------------------------------------------------------- |
|                  | Radoulov (Benn, Klingberg) — 2 min 42 s Heiskanen (Radoulov) — 11 min 14 s Heiskanen (Klingberg, Bishop) — 24 min 50 s Perry (Faksa, Hintz) — 35 min 5 s (SN) Oleksiak (Perry, Janmark) — 59 min 20 s | 0-1 1-1 2-1 3-1 3-2 4-2 4-3 4-4 5-4 | Dubé (Brodie, Giordano) — 19 s Forbort — 33 min Rieder — 52 min 24 s (IN) Bennett (Lindholm, Gaudreau) — 57 min 11 s (SN) | Arbitrage : Brian Pochmara, Steve Kozari Libor Suchanek, Brad Kovachik |
| Bishop           | Gardiens | Talbot                              | | Arbitrage : Brian Pochmara, Steve Kozari Libor Suchanek, Brad Kovachik |
| 8 min            | Pénalités | 8 min                               | | Arbitrage : Brian Pochmara, Steve Kozari Libor Suchanek, Brad Kovachik |
| 36               | Tirs | 26                                  | | Arbitrage : Brian Pochmara, Steve Kozari Libor Suchanek, Brad Kovachik |

| 14 août | Calgary | 2-0 (0-0, 1-0, 1-0) | Dallas | Rogers Place |

| Feuille de match | Feuille de match                                                              | Feuille de match | Feuille de match | Feuille de match                                                    |
| ---------------- | ----------------------------------------------------------------------------- | ---------------- | ---------------- | ------------------------------------------------------------------- |
|                  | Backlund (Lindholm) — 25 min 58 s (IN) Brodie (Quine, Giordano) — 50 min 36 s | 1-0 2-0          |                  | Arbitrage : Jon McIsaac, Chris Rooney Kiel Murchison, Scott Cherrey |
| Talbot           | Gardiens                                                                      | Khoudobine       |                  | Arbitrage : Jon McIsaac, Chris Rooney Kiel Murchison, Scott Cherrey |
| 8 min            | Pénalités                                                                     | 4 min            |                  | Arbitrage : Jon McIsaac, Chris Rooney Kiel Murchison, Scott Cherrey |
| 23               | Tirs                                                                          | 35               |                  | Arbitrage : Jon McIsaac, Chris Rooney Kiel Murchison, Scott Cherrey |

| 16 août | Calgary | 4-5 (pr) (0-1, 3-2, 1-1, 0-1) | Dallas | Rogers Place |

| Feuille de match | Feuille de match | Feuille de match                    | Feuille de match | Feuille de match                                                      |
| ---------------- | --- | ----------------------------------- | --- | --------------------------------------------------------------------- |
|                  | Gaudreau (Bennett, Monahan) — 21 min 54 s (SN) Bennett (Monahan, Gaudreau) — 23 min 57 s (SN) Bennett (Lucic) — 34 min 50 s Rieder (Ryan, Andersson) — 43 min 11 s (IN) | 0-1 1-1 1-2 2-2 3-2 3-3 4-3 4-4 4-5 | Pavelski (Klingberg, Seguin) — 18 min 11 s (SN) Pavelski (Comeau, Lindell) — 23 min 14 s Gourianov (Heiskanen, Hintz) — 39 min 23 s (SN) Pavelski (Klingberg, Seguin) — 59 min 48 s Radoulov (Klingberg, Benn) — 76 min 5 s | Arbitrage : Dan O'Rourke, Marc Joannette Pierre Racicot, Andrew Smith |
| Talbot           | Gardiens | Khoudobine                          | | Arbitrage : Dan O'Rourke, Marc Joannette Pierre Racicot, Andrew Smith |
| 14 min           | Pénalités | 8 min                               | | Arbitrage : Dan O'Rourke, Marc Joannette Pierre Racicot, Andrew Smith |
| 40               | Tirs | 62                                  | | Arbitrage : Dan O'Rourke, Marc Joannette Pierre Racicot, Andrew Smith |

| 18 août | Dallas | 2-1 (1-1, 0-0, 1-0) | Calgary | Rogers Place |

| Feuille de match | Feuille de match                                                   | Feuille de match | Feuille de match       | Feuille de match                                                       |
| ---------------- | ------------------------------------------------------------------ | ---------------- | ---------------------- | ---------------------------------------------------------------------- |
|                  | Benn (Seguin) — 10 min 13 s (IN) Klingberg (Janmark) — 41 min 12 s | 1-0 1-1 2-1      | Backlund — 29 min 14 s | Arbitrage : Brad Meier, Francois StLaurent Ryan Gibbons, Mark Shewchyk |
| Khoudobine       | Gardiens                                                           | Talbot           |                        | Arbitrage : Brad Meier, Francois StLaurent Ryan Gibbons, Mark Shewchyk |
| 8 min            | Pénalités                                                          | 4 min            |                        | Arbitrage : Brad Meier, Francois StLaurent Ryan Gibbons, Mark Shewchyk |
| 32               | Tirs                                                               | 29               |                        | Arbitrage : Brad Meier, Francois StLaurent Ryan Gibbons, Mark Shewchyk |

| 20 août | Calgary | 3-7 (3-1, 0-5, 0-1) | Dallas | Rogers Place |

| Feuille de match                           | Feuille de match | Feuille de match                        | Feuille de match | Feuille de match                                                     |
| ------------------------------------------ | --- | --------------------------------------- | --- | -------------------------------------------------------------------- |
|                                            | Mangiapane (Brodie, Lindholm) — 3 min 42 s Gaudreau (Bennett) — 5 min 38 s (SN) Andersson (Rieder, Hanifin) — 6 min 34 s | 1-0 2-0 3-0 3-1 3-2 3-3 3-4 3-5 3-6 3-7 | Heiskanen (Perry, Hintz) — 9 min 36 s (SN) Gourianov (Heiskanen) — 20 min 59 s Gourianov (Pavelski, Lindell) — 23 min 5 s Faksa (Gourianov, Heiskanen) — 25 min 47 s (SN) Pavelski (Heiskanen) — 27 min 22 s Gourianov (Pavelski, Khoudobine) — 35 min 30 s Gourianov (Kiviranta) — 49 min 2 s | Arbitrage : TJ Luxmore, Kelly Sutherland Jonny Murray, Tony Sericolo |
| Talbot (43 min 25 s) Rittich (16 min 35 s) | Gardiens | Khoudobine                              | | Arbitrage : TJ Luxmore, Kelly Sutherland Jonny Murray, Tony Sericolo |
| 4 min                                      | Pénalités | 6 min                                   | | Arbitrage : TJ Luxmore, Kelly Sutherland Jonny Murray, Tony Sericolo |
| 41                                         | Tirs | 24                                      | | Arbitrage : TJ Luxmore, Kelly Sutherland Jonny Murray, Tony Sericolo |

##### Saint-Louis contre Vancouver
| 12 août | Saint-Louis | 2-5 (1-1, 1-1, 0-3) | Vancouver | Rogers Place |

| Feuille de match | Feuille de match                                                       | Feuille de match            | Feuille de match | Feuille de match                                                   |
| ---------------- | ---------------------------------------------------------------------- | --------------------------- | --- | ------------------------------------------------------------------ |
|                  | Perron (Schenn, Pietrangelo) — 16 min 37 s (SN) Schwartz — 29 min 49 s | 0-1 1-1 1-2 2-2 2-3 2-4 2-5 | Horvat (Hughes, Miller) — 4 min 29 s (SN) Pettersson — 28 min 37 s (SN) Stecher (Pearson, Boeser) — 45 min 37 s Horvat (Pearson) — 48 min 1 s Miller (Boeser, Tanev) — 59 min 21 s (SN) | Arbitrage : Chris Rooney, Jon McIsaac Pierre Racicot, Andrew Smith |
| Binnington       | Gardiens                                                               | Markström                   | | Arbitrage : Chris Rooney, Jon McIsaac Pierre Racicot, Andrew Smith |
| 22 min           | Pénalités                                                              | 16 min                      | | Arbitrage : Chris Rooney, Jon McIsaac Pierre Racicot, Andrew Smith |
| 31               | Tirs                                                                   | 22                          | | Arbitrage : Chris Rooney, Jon McIsaac Pierre Racicot, Andrew Smith |

| 14 août | Saint-Louis | 3-4 (pr) (0-1, 1-1, 2-1, 0-1) | Vancouver | Rogers Place |

| Feuille de match | Feuille de match                                                                                                  | Feuille de match            | Feuille de match | Feuille de match                                                    |
| ---------------- | --- | --------------------------- | --- | ------------------------------------------------------------------- |
|                  | O'Reilly (Perron, Pietrangelo) — 38 min 56 s (SN) Blais — 49 min 2 s Schwartz (Perron, Pietrangelo) — 59 min 53 s | 0-1 0-2 1-2 1-3 2-3 3-3 3-4 | Horvat (Tanev) — 7 min 23 s (IN) Pearson (Pettersson, Boeser) — 33 min 1 s (SN) Pettersson (Boeser, Miller) — 45 min 36 s (SN) Horvat (Hughes, Edler) — 65 min 55 s | Arbitrage : Marc Joannette, Dan O'Rourke ony Sericolo, Jonny Murray |
| Binnington       | Gardiens | Markström                   | | Arbitrage : Marc Joannette, Dan O'Rourke ony Sericolo, Jonny Murray |
| 13 min           | Pénalités | 19 min                      | | Arbitrage : Marc Joannette, Dan O'Rourke ony Sericolo, Jonny Murray |
| 37               | Tirs | 25                          | | Arbitrage : Marc Joannette, Dan O'Rourke ony Sericolo, Jonny Murray |

| 16 août | Vancouver | 2-3 (pr) (0-0, 2-2, 0-0, 0-1) | Saint-Louis | Rogers Place |

| Feuille de match | Feuille de match                                                                  | Feuille de match    | Feuille de match | Feuille de match                                                       |
| ---------------- | --------------------------------------------------------------------------------- | ------------------- | --- | ---------------------------------------------------------------------- |
|                  | Miller (Pettersson, Hughes) — 21 min 19 s (SN) Pettersson (Roussel) — 38 min 39 s | 1-0 1-1 1-2 2-2 2-3 | Faulk (Thomas, Blais) — 28 min 16 s Perron (O'Reilly, Sanford) — 38 min 2 s Schenn (O'Reilly, Gunnarsson) — 75 min 6 s | Arbitrage : Brad Meier, Francois StLaurent Mark Shewchyk, Ryan Gibbons |
| Markström        | Gardiens                                                                          | Allen               | | Arbitrage : Brad Meier, Francois StLaurent Mark Shewchyk, Ryan Gibbons |
| 6 min            | Pénalités                                                                         | 6 min               | | Arbitrage : Brad Meier, Francois StLaurent Mark Shewchyk, Ryan Gibbons |
| 41               | Tirs                                                                              | 49                  | | Arbitrage : Brad Meier, Francois StLaurent Mark Shewchyk, Ryan Gibbons |

| 17 août | Vancouver | 1-3 (0-1, 1-2, 0-0) | Saint-Louis | Rogers Place |

| Feuille de match | Feuille de match             | Feuille de match | Feuille de match | Feuille de match                                                       |
| ---------------- | ---------------------------- | ---------------- | --- | ---------------------------------------------------------------------- |
|                  | Miller (Edler) — 20 min 40 s | 0-1 1-1 1-2 1-3  | O'Reilly (Pietrangelo) — 16 min 43 s (SN) O'Reilly (Perron) — 26 min 52 s Pietrangelo (O'Reilly, Perron) — 35 min 47 s (SN) | Arbitrage : Kelly Sutherland, TJ Luxmore Scott Cherrey, Kiel Murchison |
| Markström        | Gardiens                     | Allen            | | Arbitrage : Kelly Sutherland, TJ Luxmore Scott Cherrey, Kiel Murchison |
| 14 min           | Pénalités                    | 18 min           | | Arbitrage : Kelly Sutherland, TJ Luxmore Scott Cherrey, Kiel Murchison |
| 23               | Tirs                         | 37               | | Arbitrage : Kelly Sutherland, TJ Luxmore Scott Cherrey, Kiel Murchison |

| 19 août | Saint-Louis | 3-4 (2-1, 1-3, 0-0) | Vancouver | Rogers Place |

| Feuille de match | Feuille de match                                                                                                | Feuille de match            | Feuille de match | Feuille de match                                                       |
| ---------------- | --- | --------------------------- | --- | ---------------------------------------------------------------------- |
|                  | Schenn (Sundqvist) — 15 min 41 s O'Reilly (Blais, Dunn) — 19 min 31 s Sanford (Thomas, Dunn) — 25 min 51 s (SN) | 0-1 1-1 2-1 3-1 3-2 3-3 3-4 | Motte — 13 min 15 s (IN) Miller (Virtanen, Pettersson) — 31 min 54 s Virtanen (Miller, Pettersson) — 36 min 8 s Motte (Sutter, Stecher) — 38 min 17 s | Arbitrage : Steve Kozari, Brian Pochmara Brad Kovachik, Libor Suchanek |
| Allen            | Gardiens | Markström                   | | Arbitrage : Steve Kozari, Brian Pochmara Brad Kovachik, Libor Suchanek |
| 6 min            | Pénalités | 4 min                       | | Arbitrage : Steve Kozari, Brian Pochmara Brad Kovachik, Libor Suchanek |
| 39               | Tirs | 30                          | | Arbitrage : Steve Kozari, Brian Pochmara Brad Kovachik, Libor Suchanek |

| 21 août | Vancouver | 6-2 (1-0, 3-0, 2-2) | Saint-Louis | Rogers Place |

| Feuille de match | Feuille de match | Feuille de match                           | Feuille de match                                                                     | Feuille de match                                                   |
| ---------------- | --- | ------------------------------------------ | ------------------------------------------------------------------------------------ | ------------------------------------------------------------------ |
|                  | Beagle — 3 min 45 s Roussel (Sutter) — 22 min 9 s Stecher (Sutter, Pettersson) — 26 min 49 s Boeser (Hughes, Pettersson) — 28 min 6 s (SN) Motte (Beagle, Sutter) — 53 min 19 s Motte — 59 min 10 s (CV) | 1-0 2-0 3-0 4-0 4-1 5-1 5-2 6-2            | Schwartz (Dunn, O'Reilly) — 46 min 32 s Schwartz (Perron, Pietrangelo) — 58 min 38 s | Arbitrage : Chris Rooney, Dan O'Rourke Ryan Gibbons, Mark Shewchyk |
| Markström        | Gardiens | Binnington (28 min 6 s) Allen (27 min 8 s) |                                                                                      | Arbitrage : Chris Rooney, Dan O'Rourke Ryan Gibbons, Mark Shewchyk |
| 4 min            | Pénalités | 4 min                                      |                                                                                      | Arbitrage : Chris Rooney, Dan O'Rourke Ryan Gibbons, Mark Shewchyk |
| 25               | Tirs | 36                                         |                                                                                      | Arbitrage : Chris Rooney, Dan O'Rourke Ryan Gibbons, Mark Shewchyk |

#### Demi-finales d'association
Le 27 août, les joueurs décident de rejoindre le mouvement sportif Nord-Américain initié par les joueurs de la National Basketball Association contre les violences policières. Les matchs du 27 et du 28 août sont reportés pour protester contre le racisme.

##### Philadelphie contre New York
| 24 août | Philadelphie | 0-4 (0-1, 0-0, 0-3) | New York | Scotiabank Arena |

| Feuille de match | Feuille de match | Feuille de match | Feuille de match | Feuille de match                                                      |
| ---------------- | ---------------- | ---------------- | --- | --------------------------------------------------------------------- |
|                  |                  | 0-1 0-2 0-3 0-4  | Greene (Nelson) — 6 min 6 s Pageau (Komarov, Pelech) — 42 min 54 s Lee (Barzal, Eberle) — 48 min 50 s Toews — 52 min 21 s (CV) | Arbitrage : Eric Furlatt, Wes McCauley Matt MacPherson, Greg Devorski |
| Hart             | Gardiens         | Varlamov         | | Arbitrage : Eric Furlatt, Wes McCauley Matt MacPherson, Greg Devorski |
| 4 min            | Pénalités        | 4 min            | | Arbitrage : Eric Furlatt, Wes McCauley Matt MacPherson, Greg Devorski |
| 29               | Tirs             | 29               | | Arbitrage : Eric Furlatt, Wes McCauley Matt MacPherson, Greg Devorski |

| 26 août | Philadelphie | 4-3 (pr) (3-0, 0-1, 0-2, 1-0) | New York | Scotiabank Arena |

| Feuille de match | Feuille de match | Feuille de match                           | Feuille de match                                                                                        | Feuille de match                                                      |
| ---------------- | --- | ------------------------------------------ | --- | --------------------------------------------------------------------- |
|                  | Hayes (Konecny, Braun) — 1 min 57 s Hayes (Farabee) — 9 min 43 s Couturier (Giroux, Sanheim) — 15 min 9 s Myers (Couturier) — 62 min 41 s | 1-0 2-0 3-0 3-1 3-2 3-3 4-3                | Lee (Barzal, Leddy) — 31 min 45 s (SN) Beauvillier (Bailey) — 51 min 11 s Pageau (Pelech) — 57 min 51 s | Arbitrage : Francis Charron, Chris Lee Matt MacPherson, Greg Devorski |
| Hart             | Gardiens | Varlamov (15 min 9 s) Greiss (47 min 32 s) | | Arbitrage : Francis Charron, Chris Lee Matt MacPherson, Greg Devorski |
| 6 min            | Pénalités | 4 min                                      | | Arbitrage : Francis Charron, Chris Lee Matt MacPherson, Greg Devorski |
| 31               | Tirs | 34                                         | | Arbitrage : Francis Charron, Chris Lee Matt MacPherson, Greg Devorski |

| 29 août | New York | 3-1 (0-1, 2-0, 1-0) | Philadelphie | Scotiabank Arena |

| Feuille de match | Feuille de match                                                                                               | Feuille de match | Feuille de match                           | Feuille de match                                                |
| ---------------- | --- | ---------------- | ------------------------------------------ | --------------------------------------------------------------- |
|                  | Martin (Barzal, Eberle) — 27 min 12 s Komarov (Brassard) — 39 min 54 s Lee (Eberle, Pulock) — 43 min 41 s (SN) | 0-1 1-1 2-1 3-1  | Pitlick (Laughton, Niskanen) — 14 min 18 s | Arbitrage : Jean Hebert, Gord Dwyer Michel Cormier, Derek Amell |
| Varlamov         | Gardiens | Hart             |                                            | Arbitrage : Jean Hebert, Gord Dwyer Michel Cormier, Derek Amell |
| 2 min            | Pénalités | 4 min            |                                            | Arbitrage : Jean Hebert, Gord Dwyer Michel Cormier, Derek Amell |
| 29               | Tirs | 27               |                                            | Arbitrage : Jean Hebert, Gord Dwyer Michel Cormier, Derek Amell |

| 30 août | New York | 3-2 (0-0, 1-1, 2-1) | Philadelphie | Scotiabank Arena |

| Feuille de match | Feuille de match                                                                                                | Feuille de match    | Feuille de match                                                              | Feuille de match                                                |
| ---------------- | --- | ------------------- | ----------------------------------------------------------------------------- | --------------------------------------------------------------- |
|                  | Nelson (Bailey) — 26 min 52 s Pageau (Mayfield, Toews) — 47 min 18 s Nelson (Bailey, Beauvillier) — 51 min 12 s | 1-0 1-1 2-1 3-1 3-2 | Couturier (Braun, Hägg) — 35 min 19 s Provorov (Hayes, Sanheim) — 58 min 55 s | Arbitrage : Wes McCauley, Eric Furlatt Steve Barton, Devin Berg |
| Greiss           | Gardiens | Elliott             |                                                                               | Arbitrage : Wes McCauley, Eric Furlatt Steve Barton, Devin Berg |
| 4 min            | Pénalités | 4 min               |                                                                               | Arbitrage : Wes McCauley, Eric Furlatt Steve Barton, Devin Berg |
| 33               | Tirs | 38                  |                                                                               | Arbitrage : Wes McCauley, Eric Furlatt Steve Barton, Devin Berg |

| 1er septembre | Philadelphie | 4-3 (pr) (0-0, 2-1, 1-2, 1-0) | New York | Scotiabank Arena |

| Feuille de match | Feuille de match | Feuille de match            | Feuille de match | Feuille de match                                                |
| ---------------- | --- | --------------------------- | --- | --------------------------------------------------------------- |
|                  | Giroux (Myers, Couturier) — 35 min 45 s Van Riemsdyk (Laughton, Konecny) — 38 min 18 s Niskanen (Konecny, Hayes) — 44 min 32 s Laughton (Provorov, Giroux) — 72 min 20 s | 0-1 1-1 2-1 3-1 3-2 3-3 4-3 | Barzal (Bailey, Eberle) — 21 min 20 s (SN) Nelson (Bailey, Mayfield) — 55 min 46 s Brassard (Clutterbuck, Cizikas) — 57 min 19 s | Arbitrage : Francis Charron, Chris Lee Steve Barton, Devin Berg |
| Hart             | Gardiens | Varlamov                    | | Arbitrage : Francis Charron, Chris Lee Steve Barton, Devin Berg |
| 8 min            | Pénalités | 4 min                       | | Arbitrage : Francis Charron, Chris Lee Steve Barton, Devin Berg |
| 32               | Tirs | 32                          | | Arbitrage : Francis Charron, Chris Lee Steve Barton, Devin Berg |

| 3 septembre | New York | 4-5 (2 pr) (1-2, 3-1, 0-1, 0-0, 0-1) | Philadelphie | Scotiabank Arena |

| Feuille de match | Feuille de match | Feuille de match                    | Feuille de match | Feuille de match                                                |
| ---------------- | --- | ----------------------------------- | --- | --------------------------------------------------------------- |
|                  | Brassard (Toews, Nelson) — 16 min 33 s Martin (Clutterbuck) — 21 min 24 s Lee (Barzal, Eberle) — 23 min 6 s (SN) Barzal (Brassard) — 39 min 30 s | 0-1 0-2 1-2 2-2 3-2 3-3 4-3 4-4 4-5 | Hayes (Konecny, Hägg) — 10 min 16 s Van Riemsdyk (Voráček, Sanheim) — 11 min 52 s Raffl (Aubé-Kubel, Provorov) — 33 min 21 s Laughton (Giroux) — 49 min 53 s Provorov (Hayes) — 55 min 3 s | Arbitrage : Jean Hebert, Gord Dwyer Derek Amell, Michel Cormier |
| Varlamov         | Gardiens | Hart                                | | Arbitrage : Jean Hebert, Gord Dwyer Derek Amell, Michel Cormier |
| 8 min            | Pénalités | 12 min                              | | Arbitrage : Jean Hebert, Gord Dwyer Derek Amell, Michel Cormier |
| 53               | Tirs | 31                                  | | Arbitrage : Jean Hebert, Gord Dwyer Derek Amell, Michel Cormier |

| 5 septembre | Philadelphie | 0-4 (0-2, 0-1, 0-1) | 'New York' | Scotiabank Arena |

| Feuille de match | Feuille de match | Feuille de match | Feuille de match | Feuille de match                                                         |
| ---------------- | ---------------- | ---------------- | --- | ------------------------------------------------------------------------ |
|                  |                  | 0-1 0-2 0-3 0-4  | Mayfield (Toews, Eberle) — 9 min 27 s Greene (Brassard, Nelson) — 13 min 12 s Nelson (Bailey, Pulock) — 31 min 26 s Beauvillier (Nelson, Bailey) — 53 min 42 s (CV) | Arbitrage : Wes McCauley, Francis Charron Matt MacPherson, Greg Devorski |
| Hart             | Gardiens         | Greiss           | | Arbitrage : Wes McCauley, Francis Charron Matt MacPherson, Greg Devorski |
| 13 min           | Pénalités        | 9 min            | | Arbitrage : Wes McCauley, Francis Charron Matt MacPherson, Greg Devorski |
| 16               | Tirs             | 26               | | Arbitrage : Wes McCauley, Francis Charron Matt MacPherson, Greg Devorski |

##### Tampa Bay contre Boston
| 23 août | Tampa Bay | 2-3 (0-1, 0-1, 2-1) | Boston | Scotiabank Arena |

| Feuille de match | Feuille de match                                                                | Feuille de match    | Feuille de match | Feuille de match                                                   |
| ---------------- | ------------------------------------------------------------------------------- | ------------------- | --- | ------------------------------------------------------------------ |
|                  | Hedman (Point, Palát) — 48 min 50 s Hedman (Shattenkirk, Johnson) — 58 min 46 s | 0-1 0-2 0-3 1-3 2-3 | Coyle (Carlo, Marchand) — 18 min 52 s Pastrňák (Krejčí, Krug) — 24 min 34 s (SN) Marchand (Pastrňák, Bergeron) — 41 min 17 s | Arbitrage : Chris Lee, Francis Charron Michel Cormier, Derek Amell |
| Vassilevski      | Gardiens                                                                        | Halák               | | Arbitrage : Chris Lee, Francis Charron Michel Cormier, Derek Amell |
| 8 min            | Pénalités                                                                       | 8 min               | | Arbitrage : Chris Lee, Francis Charron Michel Cormier, Derek Amell |
| 37               | Tirs                                                                            | 31                  | | Arbitrage : Chris Lee, Francis Charron Michel Cormier, Derek Amell |

| 25 août | Tampa Bay | 4-3 (pr) (1-1, 1-1, 1-1, 1-0) | Boston | Scotiabank Arena |

| Feuille de match | Feuille de match | Feuille de match            | Feuille de match                                                                                                   | Feuille de match                                             |
| ---------------- | --- | --------------------------- | --- | ------------------------------------------------------------ |
|                  | Coleman (Bogosian, Goodrow) — 12 min 42 s Koutcherov (Shattenkirk, Point) — 35 min 28 s Coleman (Hedman) — 50 min 40 s Palát (Gourde, Maroon) — 64 min 40 s | 0-1 1-1 1-2 2-2 3-2 3-3 4-3 | Ritchie (Bjork) — 3 min 14 s Marchand (Pastrňák, Krug) — 34 min 33 s (SN) Marchand (Kuraly, Pastrňák) — 56 min 2 s | Arbitrage : Gord Dwyer, Jean Hebert Steve Barton, Devin Berg |
| Vassilevski      | Gardiens | Halák                       | | Arbitrage : Gord Dwyer, Jean Hebert Steve Barton, Devin Berg |
| 8 min            | Pénalités | 6 min                       | | Arbitrage : Gord Dwyer, Jean Hebert Steve Barton, Devin Berg |
| 40               | Tirs | 25                          | | Arbitrage : Gord Dwyer, Jean Hebert Steve Barton, Devin Berg |

| 26 août | Boston | 1-7 (0-2, 1-4, 0-1) | Tampa Bay | Scotiabank Arena |

| Feuille de match                         | Feuille de match                             | Feuille de match                | Feuille de match | Feuille de match                                                |
| ---------------------------------------- | -------------------------------------------- | ------------------------------- | --- | --------------------------------------------------------------- |
|                                          | Marchand (Krug, Pastrňák) — 24 min 56 s (SN) | 0-1 0-2 0-3 1-3 1-4 1-5 1-6 1-7 | Palát (Sergatchiov, Koutcherov) — 12 min 46 s (SN) Gourde (Coleman, Černák) — 13 min 1 s Sergatchiov (Koutcherov, Point) — 22 min 14 s (SN) Killorn (Palát, Koutcherov) — 28 min 35 s (SN) Point (Killorn, Sergatchiov) — 35 min 23 s Killorn (Gourde, Bogosian) — 38 min 1 s Koutcherov (Point) — 43 min 58 s | Arbitrage : Eric Furlatt, Wes McCauley Steve Barton, Devin Berg |
| Halák (31 min 18 s) Vladař (28 min 42 s) | Gardiens                                     | Vassilevski                     | | Arbitrage : Eric Furlatt, Wes McCauley Steve Barton, Devin Berg |
| 39 min                                   | Pénalités                                    | 13 min                          | | Arbitrage : Eric Furlatt, Wes McCauley Steve Barton, Devin Berg |
| 24                                       | Tirs                                         | 31                              | | Arbitrage : Eric Furlatt, Wes McCauley Steve Barton, Devin Berg |

| 29 août | Boston | 1-3 (0-1, 0-2, 1-0) | Tampa Bay | Scotiabank Arena |

| Feuille de match | Feuille de match                            | Feuille de match | Feuille de match | Feuille de match                                                      |
| ---------------- | ------------------------------------------- | ---------------- | --- | --------------------------------------------------------------------- |
|                  | DeBrusk (Coyle, Grzelcyk) — 47 min 4 s (SN) | 0-1 0-2 0-3 1-3  | Palát (Point) — 8 min 59 s Palát (Cirelli, Koutcherov) — 32 min 29 s Hedman (Johnson, Koutcherov) — 38 min 4 s (SN) | Arbitrage : Francis Charron, Chris Lee Matt MacPherson, Greg Devorski |
| Vassilevski      | Gardiens                                    | Halák            | | Arbitrage : Francis Charron, Chris Lee Matt MacPherson, Greg Devorski |
| 16 min           | Pénalités                                   | 13 min           | | Arbitrage : Francis Charron, Chris Lee Matt MacPherson, Greg Devorski |
| 30               | Tirs                                        | 26               | | Arbitrage : Francis Charron, Chris Lee Matt MacPherson, Greg Devorski |

| 31 août | Tampa Bay | 3-2 (2 pr) (0-0, 1-1, 1-1, 0-0, 1-0) | Boston | Scotiabank Arena |

| Feuille de match | Feuille de match | Feuille de match    | Feuille de match                                                                     | Feuille de match                                                |
| ---------------- | --- | ------------------- | ------------------------------------------------------------------------------------ | --------------------------------------------------------------- |
|                  | Palát (Shattenkirk, Coleman) — 24 min 21 s Cirelli (Hedman, Point) — 52 min 3 s Hedman (Shattenkirk, Point) — 94 min 10 s | 1-0 1-1 2-1 2-2 3-2 | Pastrňák (Krejčí, Bergeron) — 32 min 38 s (SN) Krejčí (Chára, Clifton) — 57 min 27 s | Arbitrage : Jean Hebert, Gord Dwyer Derek Amell, Michel Cormier |
| Vassilevski      | Gardiens | Halák               |                                                                                      | Arbitrage : Jean Hebert, Gord Dwyer Derek Amell, Michel Cormier |
| 8 min            | Pénalités | 8 min               |                                                                                      | Arbitrage : Jean Hebert, Gord Dwyer Derek Amell, Michel Cormier |
| 35               | Tirs | 47                  |                                                                                      | Arbitrage : Jean Hebert, Gord Dwyer Derek Amell, Michel Cormier |

##### Las Vegas contre Vancouver
| 23 août | Las Vegas | 5-0 (1-0, 3-0, 1-0) | Vancouver | Rogers Place |

| Feuille de match | Feuille de match | Feuille de match                           | Feuille de match | Feuille de match                                                        |
| ---------------- | --- | ------------------------------------------ | ---------------- | ----------------------------------------------------------------------- |
|                  | Marchessault (Smith, Theodore) — 11 min 37 s Smith (Tuch, Martinez) — 22 min 13 s (SN) Stone (Schmidt, Karlsson) — 31 min 35 s Tuch (Cousins, Theodore) — 36 min 34 s Pacioretty (Stone, Stephenson) — 50 min 47 s | 1-0 2-0 3-0 4-0 5-0                        |                  | Arbitrage : Francois StLaurent, Brad Meier Jonny Murray, Pierre Racicot |
| Lehner           | Gardiens | Markström (51 min 34 s) Demko (8 min 26 s) |                  | Arbitrage : Francois StLaurent, Brad Meier Jonny Murray, Pierre Racicot |
| 2 min            | Pénalités | 16 min                                     |                  | Arbitrage : Francois StLaurent, Brad Meier Jonny Murray, Pierre Racicot |
| 39               | Tirs | 26                                         |                  | Arbitrage : Francois StLaurent, Brad Meier Jonny Murray, Pierre Racicot |

| 25 août | Las Vegas | 2-5 (0-2, 1-1, 1-2) | Vancouver | Rogers Place |

| Feuille de match | Feuille de match                                                                     | Feuille de match            | Feuille de match | Feuille de match                                                         |
| ---------------- | ------------------------------------------------------------------------------------ | --------------------------- | --- | ------------------------------------------------------------------------ |
|                  | Tuch (Roy, Theodore) — 26 min 34 s Pacioretty (Theodore, Stastny) — 58 min 34 s (SN) | 0-1 0-2 1-2 1-3 1-4 2-4 2-5 | Toffoli (Pettersson, Hughes) — 1 min 29 s Horvat (Toffoli, Pettersson) — 10 min 59 s (SN) Pettersson (Edler, Toffoli) — 38 min 35 s Horvat (Boeser, Edler) — 40 min 18 s Pearson (Miller) — 59 min 30 s (CV) | Arbitrage : Kelly Sutherland, Steve Kozari Kiel Murchison, Scott Cherrey |
| Lehner           | Gardiens                                                                             | Markström                   | | Arbitrage : Kelly Sutherland, Steve Kozari Kiel Murchison, Scott Cherrey |
| 12 min           | Pénalités                                                                            | 10 min                      | | Arbitrage : Kelly Sutherland, Steve Kozari Kiel Murchison, Scott Cherrey |
| 40               | Tirs                                                                                 | 27                          | | Arbitrage : Kelly Sutherland, Steve Kozari Kiel Murchison, Scott Cherrey |

| 29 août | Vancouver | 0-3 (0-2, 0-0, 0-1) | Las Vegas | Rogers Place |

| Feuille de match | Feuille de match | Feuille de match | Feuille de match                                                                                    | Feuille de match                                                     |
| ---------------- | ---------------- | ---------------- | --------------------------------------------------------------------------------------------------- | -------------------------------------------------------------------- |
|                  |                  | 0-1 0-2 0-3      | Tuch (Roy, Martinez) — 4 min 5 s Whitecloud — 5 min 28 s Stone (Theodore, Smith) — 42 min 29 s (SN) | Arbitrage : Dan O'Rourke, Chris Rooney Scott Cherrey, Kiel Murchison |
| Markström        | Gardiens         | Lehner           | | Arbitrage : Dan O'Rourke, Chris Rooney Scott Cherrey, Kiel Murchison |
| 18 min           | Pénalités        | 10 min           | | Arbitrage : Dan O'Rourke, Chris Rooney Scott Cherrey, Kiel Murchison |
| 31               | Tirs             | 34               | | Arbitrage : Dan O'Rourke, Chris Rooney Scott Cherrey, Kiel Murchison |

| 30 août | Vancouver | 3-5 (1-2, 2-0, 0-3) | Las Vegas | Rogers Place |

| Feuille de match | Feuille de match | Feuille de match                | Feuille de match | Feuille de match                                                        |
| ---------------- | --- | ------------------------------- | --- | ----------------------------------------------------------------------- |
|                  | Pettersson (Miller, Hughes) — 11 min 15 s (SN) Horvat (Miller, Edler) — 24 min 7 s Toffoli (Hughes, Miller) — 31 min 26 s (SN) | 0-1 1-1 1-2 2-2 3-2 3-3 3-4 3-5 | Pacioretty (Stone, Theodore) — 9 min 28 s (SN) Stephenson (Theodore, Martinez) — 13 min 19 s Schmidt (Merrill) — 42 min 52 s Pacioretty (Schmidt, Stone) — 47 min 2 s Karlsson (Pacioretty, Stone) — 48 min 29 s | Arbitrage : Brad Meier, Francois StLaurent Brad Kovachik, Mark Shewchyk |
| Markström        | Gardiens | Fleury                          | | Arbitrage : Brad Meier, Francois StLaurent Brad Kovachik, Mark Shewchyk |
| 4 min            | Pénalités | 10 min                          | | Arbitrage : Brad Meier, Francois StLaurent Brad Kovachik, Mark Shewchyk |
| 31               | Tirs | 33                              | | Arbitrage : Brad Meier, Francois StLaurent Brad Kovachik, Mark Shewchyk |

| 1er septembre | Las Vegas | 1-2 (0-0, 1-1, 0-1) | Vancouver | Rogers Place |

| Feuille de match | Feuille de match                      | Feuille de match | Feuille de match                                                                | Feuille de match                                                        |
| ---------------- | ------------------------------------- | ---------------- | ------------------------------------------------------------------------------- | ----------------------------------------------------------------------- |
|                  | Theodore (Smith, Stone) — 35 min 12 s | 1-0 1-1 1-2      | Boeser (Miller, Hughes) — 35 min 36 s Pettersson (Boeser, Miller) — 43 min 19 s | Arbitrage : Kelly Sutherland, Steve Kozari Pierre Racicot, Jonny Murray |
| Lehner           | Gardiens                              | Demko            |                                                                                 | Arbitrage : Kelly Sutherland, Steve Kozari Pierre Racicot, Jonny Murray |
| 10 min           | Pénalités                             | 8 min            |                                                                                 | Arbitrage : Kelly Sutherland, Steve Kozari Pierre Racicot, Jonny Murray |
| 43               | Tirs                                  | 17               |                                                                                 | Arbitrage : Kelly Sutherland, Steve Kozari Pierre Racicot, Jonny Murray |

| 3 septembre | Vancouver | 4-0 (1-0, 0-0, 3-0) | Las Vegas | Rogers Place |

| Feuille de match | Feuille de match | Feuille de match | Feuille de match | Feuille de match                                                    |
| ---------------- | --- | ---------------- | ---------------- | ------------------------------------------------------------------- |
|                  | Virtanen (Motte) — 2 min 50 s Miller (Hughes) — 241 min 3 s Hughes (Miller, Tanev) — 48 min 16 s Horvat (Pearson, Sutter) — 55 min 22 s (CV) | 1-0 2-0 3-0 4-0  |                  | Arbitrage : Chris Rooney, Dan O'Rourke Brad Kovachik, Mark Shewchyk |
| Demko            | Gardiens | Lehner           |                  | Arbitrage : Chris Rooney, Dan O'Rourke Brad Kovachik, Mark Shewchyk |
| 12 min           | Pénalités | 20 min           |                  | Arbitrage : Chris Rooney, Dan O'Rourke Brad Kovachik, Mark Shewchyk |
| 23               | Tirs | 48               |                  | Arbitrage : Chris Rooney, Dan O'Rourke Brad Kovachik, Mark Shewchyk |

| 4 septembre | Las Vegas | 3-0 (0-0, 0-0, 3-0) | Vancouver | Rogers Place |

| Feuille de match | Feuille de match                                                                                                | Feuille de match | Feuille de match | Feuille de match                                                   |
| ---------------- | --- | ---------------- | ---------------- | ------------------------------------------------------------------ |
|                  | Theodore (Smith) — 53 min 52 s Tuch (Stastny) — 57 min 54 s (CV) Stastny (Roy, Marchessault) — 59 min 54 s (CV) | 1-0 2-0 3-0      |                  | Arbitrage : Dan O'Rourke, Chris Rooney Brad Kovachik, Jonny Murray |
| Lehner           | Gardiens | Demko            |                  | Arbitrage : Dan O'Rourke, Chris Rooney Brad Kovachik, Jonny Murray |
| 16 min           | Pénalités | 6 min            |                  | Arbitrage : Dan O'Rourke, Chris Rooney Brad Kovachik, Jonny Murray |
| 36               | Tirs | 14               |                  | Arbitrage : Dan O'Rourke, Chris Rooney Brad Kovachik, Jonny Murray |

##### Colorado contre Dallas
| 22 août | Colorado | 3-5 (1-3, 2-1, 0-1) | Dallas | Rogers Place |

| Feuille de match                             | Feuille de match | Feuille de match                | Feuille de match | Feuille de match                                                         |
| -------------------------------------------- | --- | ------------------------------- | --- | ------------------------------------------------------------------------ |
|                                              | MacKinnon (Landeskog, Rantanen) — 5 min 4 s Landeskog (MacKinnon, Girard) — 24 min 36 s MacKinnon (Girard, Kadri) — 38 min 29 s | 0-1 1-1 1-2 1-3 2-3 2-4 3-4 3-5 | Seguin (Benn, Radoulov) — 4 min Comeau (Oleksiak, Heiskanen) — 9 min 51 s Radoulov (Benn, Faksa) — 16 min 28 s Radoulov (Seguin, Benn) — 29 min 9 s Hintz (Dickinson, Klingberg) — 48 min 47 s | Arbitrage : Steve Kozari, Kelly Sutherland Kiel Murchison, Scott Cherrey |
| Grubauer (23 min 6 s) Francouz (33 min 30 s) | Gardiens | Khoudobine                      | | Arbitrage : Steve Kozari, Kelly Sutherland Kiel Murchison, Scott Cherrey |
| 6 min                                        | Pénalités | 4 min                           | | Arbitrage : Steve Kozari, Kelly Sutherland Kiel Murchison, Scott Cherrey |
| 31                                           | Tirs | 30                              | | Arbitrage : Steve Kozari, Kelly Sutherland Kiel Murchison, Scott Cherrey |

| 24 août | Colorado | 2-5 (1-0, 1-4, 0-1) | Dallas | Rogers Place |

| Feuille de match | Feuille de match                                                                                | Feuille de match            | Feuille de match | Feuille de match                                                    |
| ---------------- | ----------------------------------------------------------------------------------------------- | --------------------------- | --- | ------------------------------------------------------------------- |
|                  | MacKinnon (Rantanen, Makar) — 6 min 8 s (SN) Rantanen (MacKinnon, Landeskog) — 28 min 44 s (SN) | 1-0 2-0 2-1 2-2 2-3 2-4 2-5 | Pavelski (Radoulov, Seguin) — 29 min 54 s (SN) Faksa (Gourianov, Perry) — 30 min 37 s (SN) Radoulov (Benn, Heiskanen) — 35 min 34 s Lindell — 39 min 14 s Oleksiak (Dickinson) — 59 min 50 s (CV) | Arbitrage : Dan O'Rourke, Chris Rooney Brad Kovachik, Mark Shewchyk |
| Francouz         | Gardiens                                                                                        | Khoudobine                  | | Arbitrage : Dan O'Rourke, Chris Rooney Brad Kovachik, Mark Shewchyk |
| 8 min            | Pénalités                                                                                       | 18 min                      | | Arbitrage : Dan O'Rourke, Chris Rooney Brad Kovachik, Mark Shewchyk |
| 40               | Tirs                                                                                            | 27                          | | Arbitrage : Dan O'Rourke, Chris Rooney Brad Kovachik, Mark Shewchyk |

| 26 août | Dallas | 4-6 (1-0, 0-3, 3-3) | Colorado | Rogers Place |

| Feuille de match | Feuille de match | Feuille de match                        | Feuille de match | Feuille de match                                                        |
| ---------------- | --- | --------------------------------------- | --- | ----------------------------------------------------------------------- |
|                  | Seguin (Benn, Heiskanen) — 11 min 12 s Gourianov (Hintz, Perry) — 44 min 42 s Comeau — 49 min 2 s Benn (Lindell) — 50 min 47 s | 1-0 1-1 1-2 1-3 2-3 3-3 4-3 4-4 4-5 4-6 | Zadorov (Kadri) — 21 min Burakovsky (Makar, Zadorov) — 24 min 41 s Landeskog (Makar, MacKinnon) — 31 min Rantanen (MacKinnon) — 52 min 2 s Kadri (Connauton, Makar) — 53 min 54 s Bellemare (Rantanen, Cole) — 58 min 26 s (CV) | Arbitrage : Brad Meier, Francois StLaurent Brad Kovachik, Mark Shewchyk |
| Khoudobine       | Gardiens | Francouz                                | | Arbitrage : Brad Meier, Francois StLaurent Brad Kovachik, Mark Shewchyk |
| 10 min           | Pénalités | 10 min                                  | | Arbitrage : Brad Meier, Francois StLaurent Brad Kovachik, Mark Shewchyk |
| 37               | Tirs | 32                                      | | Arbitrage : Brad Meier, Francois StLaurent Brad Kovachik, Mark Shewchyk |

| 30 août | Dallas | 5-4 (3-0, 0-2, 2-2) | Colorado | Rogers Place |

| Feuille de match | Feuille de match | Feuille de match                               | Feuille de match | Feuille de match                                                        |
| ---------------- | --- | ---------------------------------------------- | --- | ----------------------------------------------------------------------- |
|                  | Klingberg (Faksa, Comeau) — 6 min 18 s Faksa (Hintz, Heiskanen) — 8 min 33 s (SN) Benn (Radoulov, Pavelski) — 10 min 45 s (SN) Hintz (Klingberg, Faksa) — 47 min 30 s (SN) Gourianov — 48 min 2 s | 1-0 2-0 3-0 3-1 3-2 4-2 5-2 5-3 5-4            | Nitchouchkine (Makar, Burakovsky) — 33 min 24 s Makar (MacKinnon, Rantanen) — 39 min 34 s (SN) Nitchouchkine (Burakovsky, Girard) — 51 min 24 s Namestnikov (Girard, Kadri) — 59 min 56 s | Arbitrage : Kelly Sutherland, Steve Kozari Pierre Racicot, Jonny Murray |
| Khoudobine       | Gardiens | Francouz (47 min 55 s) Hutchinson (9 min 21 s) | | Arbitrage : Kelly Sutherland, Steve Kozari Pierre Racicot, Jonny Murray |
| 12 min           | Pénalités | 14 min                                         | | Arbitrage : Kelly Sutherland, Steve Kozari Pierre Racicot, Jonny Murray |
| 29               | Tirs | 37                                             | | Arbitrage : Kelly Sutherland, Steve Kozari Pierre Racicot, Jonny Murray |

| 31 août | Colorado | 6-3 (5-0, 1-2, 0-1) | Dallas | Rogers Place |

| Feuille de match                              | Feuille de match | Feuille de match                    | Feuille de match | Feuille de match                                                     |
| --------------------------------------------- | --- | ----------------------------------- | --- | -------------------------------------------------------------------- |
|                                               | Bellemare (O'Connor, Nieto) — 4 min 37 s Burakovsky (Rantanen, Makar) — 11 min 51 s MacKinnon (Compher, Graves) — 12 min 32 s Kadri (Nitchouchkine, Landeskog) — 13 min 43 s Rantanen (Girard, Burakovsky) — 14 min 27 s Burakovsky (MacKinnon) — 38 min 4 s | 1-0 2-0 3-0 4-0 5-0 5-1 5-2 6-2 6-3 | Pavelski (Janmark, Gourianov) — 27 min 50 s Heiskanen (Gourianov, Hintz) — 37 min 31 s (SN) Benn (Gourianov, Heiskanen) — 54 min 12 s (SN) | Arbitrage : Dan O'Rourke, Chris Rooney Scott Cherrey, Kiel Murchison |
| Bishop (13 min 43 s) Hutchinson (40 min 57 s) | Gardiens | Khoudobine                          | | Arbitrage : Dan O'Rourke, Chris Rooney Scott Cherrey, Kiel Murchison |
| 18 min                                        | Pénalités | 38 min                              | | Arbitrage : Dan O'Rourke, Chris Rooney Scott Cherrey, Kiel Murchison |
| 41                                            | Tirs | 34                                  | | Arbitrage : Dan O'Rourke, Chris Rooney Scott Cherrey, Kiel Murchison |

| 2 septembre | Dallas | 1-4 (1-1, 0-1, 0-2) | Colorado | Rogers Place |

| Feuille de match | Feuille de match                             | Feuille de match    | Feuille de match | Feuille de match                                                        |
| ---------------- | -------------------------------------------- | ------------------- | --- | ----------------------------------------------------------------------- |
|                  | Heiskanen (Janmark, Gourianov) — 17 min 35 s | 1-0 1-1 1-2 1-3 1-4 | Zadorov (Namestnikov) — 19 min 28 s Makar (Rantanen, Girard) — 27 min 48 s Rantanen (MacKinnon, Burakovsky) — 43 min 21 s MacKinnon — 57 min 14 s (CV) | Arbitrage : Brad Meier, Francois StLaurent Pierre Racicot, Jonny Murray |
| Khoudobine       | Gardiens                                     | Hutchinson          | | Arbitrage : Brad Meier, Francois StLaurent Pierre Racicot, Jonny Murray |
| 20 min           | Pénalités                                    | 12 min              | | Arbitrage : Brad Meier, Francois StLaurent Pierre Racicot, Jonny Murray |
| 28               | Tirs                                         | 24                  | | Arbitrage : Brad Meier, Francois StLaurent Pierre Racicot, Jonny Murray |

| 4 septembre | Colorado | 4-5 (pr) (2-1, 1-1, 1-2, 0-1) | Dallas | Rogers Place |

| Feuille de match | Feuille de match | Feuille de match                    | Feuille de match | Feuille de match                                                         |
| ---------------- | --- | ----------------------------------- | --- | ------------------------------------------------------------------------ |
|                  | Namestnikov (Cole, Kadri) — 3 min 48 s Burakovsky — 9 min 43 s Kadri (Rantanen, Burakovsky) — 25 min 45 s (SN) Namestnikov (Compher, Zadorov) — 56 min 20 s | 0-1 1-1 2-1 2-2 3-2 3-3 4-3 4-4 4-5 | Radoulov (Pavelski, Heiskanen) — 2 min 39 s (SN) Kiviranta (Gourianov, Klingberg) — 23 min 6 s Radoulov (Klingberg, Benn) — 51 min 28 s (SN) Kiviranta (Hintz, Heiskanen) — 56 min 30 s Kiviranta (Sekera, Oleksiak) — 67 min 24 s | Arbitrage : Steve Kozari, Kelly Sutherland Kiel Murchison, Scott Cherrey |
| Hutchinson       | Gardiens | Khoudobine                          | | Arbitrage : Steve Kozari, Kelly Sutherland Kiel Murchison, Scott Cherrey |
| 4 min            | Pénalités | 8 min                               | | Arbitrage : Steve Kozari, Kelly Sutherland Kiel Murchison, Scott Cherrey |
| 44               | Tirs | 35                                  | | Arbitrage : Steve Kozari, Kelly Sutherland Kiel Murchison, Scott Cherrey |

#### Finales d'association

##### Tampa Bay contre New York
| 7 septembre | Tampa Bay | 8-2 (3-1, 2-0, 3-1) | New York | Rogers Place |

| Feuille de match | Feuille de match | Feuille de match                           | Feuille de match                                                         | Feuille de match                                                   |
| ---------------- | --- | ------------------------------------------ | ------------------------------------------------------------------------ | ------------------------------------------------------------------ |
|                  | Point (Coleman, Schenn) — 1 min 14 s Hedman (Point, Koutcherov) — 8 min 12 s (SN) McDonagh (Koutcherov, Sergatchiov) — 10 min 46 s Gourde (Maroon, Shattenkirk) — 24 min 3 s Point (Hedman, Koutcherov) — 33 min 18 s (SN) Koutcherov (Point, Shattenkirk) — 45 min 51 s Palát (Point, Koutcherov) — 49 min 31 s Gourde (Shattenkirk, Hedman) — 53 min 15 s (SN) | 1-0 1-1 2-1 3-1 4-1 5-1 6-1 6-2 7-2 8-2    | Eberle (Lee, Barzal) — 4 min 33 s (SN) Leddy (Lee, Eberle) — 48 min 46 s | Arbitrage : Dan O'Rourke, Chris Rooney Jonny Murray, Brad Kovachik |
| Vassilevski      | Gardiens | Greiss (10 min 46 s) Varlamov (49 min 5 s) |                                                                          | Arbitrage : Dan O'Rourke, Chris Rooney Jonny Murray, Brad Kovachik |
| 12 min           | Pénalités | 24 min                                     |                                                                          | Arbitrage : Dan O'Rourke, Chris Rooney Jonny Murray, Brad Kovachik |
| 34               | Tirs | 24                                         |                                                                          | Arbitrage : Dan O'Rourke, Chris Rooney Jonny Murray, Brad Kovachik |

| 9 septembre | Tampa Bay | 2-1 (1-1, 0-0, 1-0) | New York | Rogers Place |

| Feuille de match | Feuille de match                                                   | Feuille de match | Feuille de match            | Feuille de match                                                         |
| ---------------- | ------------------------------------------------------------------ | ---------------- | --------------------------- | ------------------------------------------------------------------------ |
|                  | Hedman (Goodrow) — 18 min 25 s Koutcherov (McDonagh) — 59 min 51 s | 0-1 1-1 2-1      | Martin (Leddy) — 1 min 24 s | Arbitrage : Kelly Sutherland, Steve Kozari Scott Cherrey, Kiel Murchison |
| Vassilevski      | Gardiens                                                           | Varlamov         |                             | Arbitrage : Kelly Sutherland, Steve Kozari Scott Cherrey, Kiel Murchison |
| 28 min           | Pénalités                                                          | 13 min           |                             | Arbitrage : Kelly Sutherland, Steve Kozari Scott Cherrey, Kiel Murchison |
| 21               | Tirs                                                               | 28               |                             | Arbitrage : Kelly Sutherland, Steve Kozari Scott Cherrey, Kiel Murchison |

| 11 septembre | New York | 5-3 (1-1, 2-0, 2-2) | Tampa Bay | Roger Place |

| Feuille de match | Feuille de match | Feuille de match                | Feuille de match | Feuille de match                                              |
| ---------------- | --- | ------------------------------- | --- | ------------------------------------------------------------- |
|                  | Clutterbuck (Pulock, Martin) — 12 min 58 s Pelech (Pageau, Barzal) — 31 min 50 s Beauvillier (Nelson, Toews) — 33 min 50 s Nelson (Beauvillier, Bailey) — 56 min 35 s Pageau (Bailey) — 59 min 24 s (CV) | 1-0 1-1 2-1 3-1 3-2 3-3 4-3 5-3 | Sergatchiov (Gourde) — 16 min 31 s Palát (Koutcherov, Sergatchiov) — 42 min 32 s (SN) Johnson (Černák, Verhaeghe) — 52 min 4 s | Arbitrage : Jean Hebert, Gord Dwyer Derek Amell, Steve Barton |
| Varlamov         | Gardiens | Vassilevski                     | | Arbitrage : Jean Hebert, Gord Dwyer Derek Amell, Steve Barton |
| 29 min           | Pénalités | 41 min                          | | Arbitrage : Jean Hebert, Gord Dwyer Derek Amell, Steve Barton |
| 35               | Tirs | 37                              | | Arbitrage : Jean Hebert, Gord Dwyer Derek Amell, Steve Barton |

| 13 septembre | New York | 1-4 (0-0, 1-2, 0-2) | Tampa Bay | Roger Place |

| Feuille de match | Feuille de match              | Feuille de match    | Feuille de match | Feuille de match                                                         |
| ---------------- | ----------------------------- | ------------------- | --- | ------------------------------------------------------------------------ |
|                  | Nelson (Bailey) — 31 min 27 s | 1-0 1-1 1-2 1-3 1-4 | Coleman (Gourde, Vassilevski) — 31 min 42 s Palát (Koutcherov, Point) — 31 min 54 s Point (Palát, Koutcherov) — 43 min 33 s Maroon (Gourde, Paquette) — 57 min 36 s (CV) | Arbitrage : Wes McCauley, Francis Charron Matt MacPherson, Greg Devorski |
| Varlamov         | Gardiens                      | Vassilevski         | | Arbitrage : Wes McCauley, Francis Charron Matt MacPherson, Greg Devorski |
| 8 min            | Pénalités                     | 8 min               | | Arbitrage : Wes McCauley, Francis Charron Matt MacPherson, Greg Devorski |
| 27               | Tirs                          | 36                  | | Arbitrage : Wes McCauley, Francis Charron Matt MacPherson, Greg Devorski |

| 15 septembre | Tampa Bay | 1-2 (2 pr) (0-1, 1-0, 0-0, 0-0, 0-1) | New York | Roger Place |

| Feuille de match | Feuille de match                  | Feuille de match | Feuille de match                                                     | Feuille de match                                                   |
| ---------------- | --------------------------------- | ---------------- | -------------------------------------------------------------------- | ------------------------------------------------------------------ |
|                  | Hedman (Coleman, Schenn) — 24 min | 0-1 1-1 1-2      | Pulock (Leddy, Barzal) — 15 min 41 s (SN) Eberle (Lee) — 92 min 30 s | Arbitrage : Dan O'Rourke, Chris Rooney Jonny Murray, Brad Kovachik |
| Vassilevski      | Gardiens                          | Varlamov         |                                                                      | Arbitrage : Dan O'Rourke, Chris Rooney Jonny Murray, Brad Kovachik |
| 6 min            | Pénalités                         | 6 min            |                                                                      | Arbitrage : Dan O'Rourke, Chris Rooney Jonny Murray, Brad Kovachik |
| 37               | Tirs                              | 24               |                                                                      | Arbitrage : Dan O'Rourke, Chris Rooney Jonny Murray, Brad Kovachik |

| 17 septembre | New York | 1-2 (pr) (1-1, 0-0, 0-0, 0-1) | Tampa Bay | Roger Place |

| Feuille de match | Feuille de match                 | Feuille de match | Feuille de match                                                                  | Feuille de match                                              |
| ---------------- | -------------------------------- | ---------------- | --------------------------------------------------------------------------------- | ------------------------------------------------------------- |
|                  | Toews (Lee, Barzal) — 4 min 15 s | 1-0 1-1 1-2      | Hedman (Černák, Koutcherov) — 6 min 28 s Cirelli (Goodrow, Killorn) — 73 min 18 s | Arbitrage : Gord Dwyer, Jean Hebert Derek Amell, Steve Barton |
| Varlamov         | Gardiens                         | Vassilevski      |                                                                                   | Arbitrage : Gord Dwyer, Jean Hebert Derek Amell, Steve Barton |
| 10 min           | Pénalités                        | 4 min            |                                                                                   | Arbitrage : Gord Dwyer, Jean Hebert Derek Amell, Steve Barton |
| 27               | Tirs                             | 48               |                                                                                   | Arbitrage : Gord Dwyer, Jean Hebert Derek Amell, Steve Barton |

##### Las Vegas contre Dallas
| 6 septembre | Las Vegas | 0-1 (0-1, 0-0, 0-0) | Dallas | Rogers Place |

| Feuille de match | Feuille de match | Feuille de match | Feuille de match                     | Feuille de match                                                         |
| ---------------- | ---------------- | ---------------- | ------------------------------------ | ------------------------------------------------------------------------ |
|                  |                  | 0-1              | Klingberg (Benn, Faksa) — 2 min 36 s | Arbitrage : Kelly Sutherland, Steve Kozari Scott Cherrey, Kiel Murchison |
| Fleury           | Gardiens         | Khoudobine       |                                      | Arbitrage : Kelly Sutherland, Steve Kozari Scott Cherrey, Kiel Murchison |
| 4 min            | Pénalités        | 8 min            |                                      | Arbitrage : Kelly Sutherland, Steve Kozari Scott Cherrey, Kiel Murchison |
| 25               | Tirs             | 25               |                                      | Arbitrage : Kelly Sutherland, Steve Kozari Scott Cherrey, Kiel Murchison |

| 8 septembre | Las Vegas | 3-0 (0-0, 3-0, 0-0) | Dallas | Rogers Place |

| Feuille de match | Feuille de match | Feuille de match | Feuille de match | Feuille de match                                              |
| ---------------- | --- | ---------------- | ---------------- | ------------------------------------------------------------- |
|                  | Stastny (Pacioretty, McNabb) — 24 min 53 s Karlsson (Theodore, Stastny) — 28 min 24 s (SN) Nosek (Stephenson, Roy) — 34 min 32 s | 1-0 2-0 3-0      |                  | Arbitrage : Gord Dwyer, Jean Hebert Derek Amell, Steve Barton |
| Fleury           | Gardiens | Khoudobine       |                  | Arbitrage : Gord Dwyer, Jean Hebert Derek Amell, Steve Barton |
| 4 min            | Pénalités | 14 min           |                  | Arbitrage : Gord Dwyer, Jean Hebert Derek Amell, Steve Barton |
| 32               | Tirs | 24               |                  | Arbitrage : Gord Dwyer, Jean Hebert Derek Amell, Steve Barton |

| 10 septembre | Dallas | 3-2 (pr) (0-0, 1-0, 1-2, 1-0) | Las Vegas | Rogers Place |

| Feuille de match | Feuille de match | Feuille de match    | Feuille de match                                                                | Feuille de match                                                         |
| ---------------- | --- | ------------------- | ------------------------------------------------------------------------------- | ------------------------------------------------------------------------ |
|                  | Oleksiak (Heiskanen, Comeau) — 39 min 43 s Benn (Seguin, Hanley) — 47 min 35 s Radoulov (Pavelski, Benn) — 60 min 31 s | 1-0 1-1 2-1 2-2 3-2 | Theodore (Stone, Marchessault) — 43 min 49 s (SN) Tuch (Karlsson) — 52 min 46 s | Arbitrage : Wes McCauley, Francis Charron Greg Devorski, Matt MacPherson |
| Khoudobine       | Gardiens | Lehner              |                                                                                 | Arbitrage : Wes McCauley, Francis Charron Greg Devorski, Matt MacPherson |
| 8 min            | Pénalités | 2 min               |                                                                                 | Arbitrage : Wes McCauley, Francis Charron Greg Devorski, Matt MacPherson |
| 23               | Tirs | 40                  |                                                                                 | Arbitrage : Wes McCauley, Francis Charron Greg Devorski, Matt MacPherson |

| 12 septembre | Dallas | 2-1 (0-0, 2-1, 0-0) | Las Vegas | Rogers Place |

| Feuille de match | Feuille de match                                                               | Feuille de match | Feuille de match                               | Feuille de match                                                   |
| ---------------- | ------------------------------------------------------------------------------ | ---------------- | ---------------------------------------------- | ------------------------------------------------------------------ |
|                  | Pavelski (Cogliano) — 31 min 34 s Benn (Klingberg, Radoulov) — 39 min 1 s (SN) | 0-1 1-1 2-1      | Martinez (Schmidt, Stastny) — 27 min 44 s (SN) | Arbitrage : Dan O'Rourke, Chris Rooney Brad Kovachik, Jonny Murray |
| Khoudobine       | Gardiens                                                                       | Lehner           |                                                | Arbitrage : Dan O'Rourke, Chris Rooney Brad Kovachik, Jonny Murray |
| 10 min           | Pénalités                                                                      | 8 min            |                                                | Arbitrage : Dan O'Rourke, Chris Rooney Brad Kovachik, Jonny Murray |
| 20               | Tirs                                                                           | 33               |                                                | Arbitrage : Dan O'Rourke, Chris Rooney Brad Kovachik, Jonny Murray |

| 14 septembre | Las Vegas | 2-3 (pr) (1-0, 0-0, 1-2, 0-1) | Dallas | Rogers Place |

| Feuille de match | Feuille de match                                                       | Feuille de match    | Feuille de match | Feuille de match                                                         |
| ---------------- | ---------------------------------------------------------------------- | ------------------- | --- | ------------------------------------------------------------------------ |
|                  | Stephenson (Theodore, Tuch) — 8 min 14 s Smith (Stastny) — 40 min 15 s | 1-0 2-0 2-1 2-2 2-3 | Benn (Radoulov, Lindell) — 49 min 54 s Kiviranta (Klingberg, Gourianov) — 56 min 13 s (SN) Gourianov (Klingberg, Hintz) — 63 min 36 s (SN) | Arbitrage : Steve Kozari, Kelly Sutherland Kiel Murchison, Scott Cherrey |
| Lehner           | Gardiens                                                               | Khoudobine          | | Arbitrage : Steve Kozari, Kelly Sutherland Kiel Murchison, Scott Cherrey |
| 12 min           | Pénalités                                                              | 10 min              | | Arbitrage : Steve Kozari, Kelly Sutherland Kiel Murchison, Scott Cherrey |
| 36               | Tirs                                                                   | 26                  | | Arbitrage : Steve Kozari, Kelly Sutherland Kiel Murchison, Scott Cherrey |

#### Finale de la Coupe Stanley
| 19 septembre | Tampa Bay | 1-4 (1-1, 0-2, 0-1) | Dallas | Rogers Place |

| Feuille de match | Feuille de match                        | Feuille de match    | Feuille de match | Feuille de match                                                         |
| ---------------- | --------------------------------------- | ------------------- | --- | ------------------------------------------------------------------------ |
|                  | Gourde (Coleman, Goodrow) — 12 min 32 s | 0-1 1-1 1-2 1-3 1-4 | Hanley (Hintz) — 5 min 40 s Oleksiak (Radoulov, Heiskanen) — 32 min 30 s Kiviranta (Lindell, Klingberg) — 39 min 32 s Dickinson (Comeau, Janmark) — 58 min 42 s (CV) | Arbitrage : Francis Charron, Wes McCauley Brad Kovachik, Matt MacPherson |
| Vassilevski      | Gardiens                                | Khoudobine          | | Arbitrage : Francis Charron, Wes McCauley Brad Kovachik, Matt MacPherson |
| 16 min           | Pénalités                               | 8 min               | | Arbitrage : Francis Charron, Wes McCauley Brad Kovachik, Matt MacPherson |
| 36               | Tirs                                    | 20                  | | Arbitrage : Francis Charron, Wes McCauley Brad Kovachik, Matt MacPherson |

| 21 septembre | Tampa Bay | 3-2 (3-0, 0-1, 0-1) | Dallas | Rogers Place |

| Feuille de match | Feuille de match | Feuille de match    | Feuille de match                                                                              | Feuille de match                                                     |
| ---------------- | --- | ------------------- | --------------------------------------------------------------------------------------------- | -------------------------------------------------------------------- |
|                  | Point (Koutcherov, Hedman) — 11 min 23 s (SN) Palát (Koutcherov, Hedman) — 14 min 22 s (SN) Shattenkirk (Coleman, Cirelli) — 15 min 16 s | 1-0 2-0 3-0 3-1 3-2 | Pavelski (Klingberg, Radoulov) — 34 min 43 s (SN) Janmark (Klingberg, Radoulov) — 45 min 27 s | Arbitrage : Steve Kozari, Kelly Sutherland Derek Amell, Steve Barton |
| Vassilevski      | Gardiens | Khoudobine          |                                                                                               | Arbitrage : Steve Kozari, Kelly Sutherland Derek Amell, Steve Barton |
| 14 min           | Pénalités | 12 min              |                                                                                               | Arbitrage : Steve Kozari, Kelly Sutherland Derek Amell, Steve Barton |
| 31               | Tirs | 29                  |                                                                                               | Arbitrage : Steve Kozari, Kelly Sutherland Derek Amell, Steve Barton |

| 23 septembre | Dallas | 2-5 (1-2, 0-3, 1-0) | Tampa Bay | Rogers Place |

| Feuille de match                             | Feuille de match                                                                  | Feuille de match            | Feuille de match | Feuille de match                                                      |
| -------------------------------------------- | --------------------------------------------------------------------------------- | --------------------------- | --- | --------------------------------------------------------------------- |
|                                              | Dickinson (Hintz) — 11 min 19 s (IN) Heiskanen (Pavelski, Cogliano) — 46 min 49 s | 0-1 0-2 1-2 1-3 1-4 1-5 2-5 | Koutcherov — 5 min 33 s Stamkos (Hedman, Rutta) — 6 min 58 s Hedman (Cirelli, Palát) — 20 min 54 s (SN) Point (Koutcherov, Hedman) — 32 min 2 s Palát (Point, Shattenkirk) — 38 min 55 s | Arbitrage : Wes McCauley, Dan O'Rourke Matt MacPherson, Scott Cherrey |
| Khoudobine 39 min 58 s Oettinger 19 min 31 s | Gardiens                                                                          | Vassilevski                 | | Arbitrage : Wes McCauley, Dan O'Rourke Matt MacPherson, Scott Cherrey |
| 26 min                                       | Pénalités                                                                         | 36 min                      | | Arbitrage : Wes McCauley, Dan O'Rourke Matt MacPherson, Scott Cherrey |
| 24                                           | Tirs                                                                              | 32                          | | Arbitrage : Wes McCauley, Dan O'Rourke Matt MacPherson, Scott Cherrey |

| 25 septembre | Dallas | 4-5 (pr) (2-1, 1-2, 1-1, 0-1) | Tampa Bay | Rogers Place |

| Feuille de match | Feuille de match | Feuille de match                    | Feuille de match | Feuille de match                                                          |
| ---------------- | --- | ----------------------------------- | --- | ------------------------------------------------------------------------- |
|                  | Klingberg (Lindell) — 7 min 17 s Pavelski (Benn, Radoulov) — 18 min 28 s Perry (Seguin, Janmark) — 28 min 26 s Pavelski (Seguin, Heiskanen) — 51 min 35 s | 1-0 2-0 2-1 2-2 3-2 3-3 3-4 4-4 4-5 | Point (Palát, Shattenkirk) — 19 min 27 s Point (Killorn, Koutcherov) — 22 min 8 s (SN) Gourde (Koutcherov, Sergatchiov) — 38 min 54 s (SN) Killorn (Sergatchiov, Cirelli) — 46 min 41 s Shattenkirk (Hedman, Maroon) — 66 min 34 s (SN) | Arbitrage : Francis Charron, Kelly Sutherland Brad Kovachik, Steve Barton |
| Khoudobine       | Gardiens | Vassilevski                         | | Arbitrage : Francis Charron, Kelly Sutherland Brad Kovachik, Steve Barton |
| 10 min           | Pénalités | 8 min                               | | Arbitrage : Francis Charron, Kelly Sutherland Brad Kovachik, Steve Barton |
| 30               | Tirs | 35                                  | | Arbitrage : Francis Charron, Kelly Sutherland Brad Kovachik, Steve Barton |

| 26 septembre | Tampa Bay | 2-3 (2 pr) (0-1, 1-0, 1-1, 0-0, 0-1) | Dallas | Rogers Place |

| Feuille de match | Feuille de match                                                          | Feuille de match    | Feuille de match | Feuille de match                                                  |
| ---------------- | ------------------------------------------------------------------------- | ------------------- | --- | ----------------------------------------------------------------- |
|                  | Palát (Koutcherov, Point) — 24 min 37 s Sergatchiov (Point) — 43 min 38 s | 0-1 1-1 2-1 2-2 2-3 | Perry (Seguin, Oleksiak) — 17 min 52 s Pavelski (Heiskanen, Seguin) — 53 min 15 s Perry (Klingberg, Seguin) — 89 min 23 s | Arbitrage : Steve Kozari, Dan O'Rourke Derek Amell, Scott Cherrey |
| Vassilevski      | Gardiens                                                                  | Khoudobine          | | Arbitrage : Steve Kozari, Dan O'Rourke Derek Amell, Scott Cherrey |
| 4 min            | Pénalités                                                                 | 2 min               | | Arbitrage : Steve Kozari, Dan O'Rourke Derek Amell, Scott Cherrey |
| 41               | Tirs                                                                      | 33                  | | Arbitrage : Steve Kozari, Dan O'Rourke Derek Amell, Scott Cherrey |

| 28 septembre | Dallas | 0-2 (0-1, 0-1, 0-0) | Tampa Bay | Rogers Place |

| Feuille de match | Feuille de match | Feuille de match | Feuille de match                                                                      | Feuille de match                                                          |
| ---------------- | ---------------- | ---------------- | ------------------------------------------------------------------------------------- | ------------------------------------------------------------------------- |
|                  |                  | 0-1 0-2          | Point (Koutcherov, Hedman) — 12 min 23 s (SN) Coleman (Paquette, Maroon) — 27 min 1 s | Arbitrage : Kelly Sutherland, Wes McCauley Matt MacPherson, Brad Kovachik |
| Khoudobine       | Gardiens         | Vassilevski      |                                                                                       | Arbitrage : Kelly Sutherland, Wes McCauley Matt MacPherson, Brad Kovachik |
| 6 min            | Pénalités        | 6 min            |                                                                                       | Arbitrage : Kelly Sutherland, Wes McCauley Matt MacPherson, Brad Kovachik |
| 22               | Tirs             | 29               |                                                                                       | Arbitrage : Kelly Sutherland, Wes McCauley Matt MacPherson, Brad Kovachik |

## Effectif champion
La liste ci-dessous présente l'ensemble des personnalités ayant le droit de faire partie de l'effectif officiel champion de la Coupe Stanley. Pour être listés parmi les vainqueurs de la coupe et avoir leur nom gravé sur celle-ci, les joueurs doivent avoir participé, avec l'équipe gagnante, au minimum à 41  des rencontres de la saison régulière ou une rencontre de la finale des séries éliminatoires. En plus des joueurs, des membres de la franchise ont également leur nom sur la Coupe. Au total, 52 membres de l'équipe ont leur nom gravé sur la Coupe Stanley.
- Joueurs : Steven Stamkos, Zach Bogosian, Erik Černák, Anthony Cirelli, Braydon Coburn, Blake Coleman, Barclay Goodrow, Yanni Gourde, Victor Hedman, Tyler Johnson, Mathieu Joseph, Alexander Killorn, Nikita Koutcherov, Patrick Maroon, Ryan McDonagh, Curtis McElhinney, Ondřej Palát, Cédric Paquette, Brayden Point, Jan Rutta, Luke Schenn, Mikhaïl Sergatchiov, Kevin Shattenkirk, Mitchell Stephens, Andreï Vassilevski, Carter Verhaeghe, Aleksandr Volkov.
- Membres de l'organisation : Jeff Vinik, Steve Griggs, Julien BriseBois, Allen Murray, Jamie Pushor, Stacy Roest, Mathieu Darche, Jon Cooper, Jeff Halpern, Derek Lalonde, Todd Richards, Frantz Jean, Brian Garlock, Nigel Kirwan, Mark Lambert, Tom Mulligan, Michael Poirier, Ray Thill, Rob Kennedy, Jason Berger, Christian Rivas, Brandon Rodgers, Ryan Belec, Liz Koharski, Michael Peterson.

## Statistiques

### Meilleurs pointeurs
| Joueur            | Équipe                | PJ | B  | A  | Pts | +/- | Pun |
| ----------------- | --------------------- | -- | -- | -- | --- | --- | --- |
| Nikita Koutcherov | Tampa Bay             | 25 | 7  | 27 | 34  | +15 | 22  |
| Brayden Point     | Tampa Bay             | 23 | 14 | 19 | 33  | +12 | 10  |
| Miro Heiskanen    | Dallas                | 27 | 6  | 20 | 26  | +8  | 2   |
| Nathan MacKinnon  | Colorado              | 15 | 9  | 16 | 25  | +13 | 12  |
| Victor Hedman     | Tampa Bay             | 25 | 10 | 12 | 22  | +13 | 24  |
| Mikko Rantanen    | Colorado              | 15 | 7  | 14 | 21  | +11 | 6   |
| John Klingberg    | Dallas                | 26 | 4  | 17 | 21  | -5  | 14  |
| Joshua Bailey     | Islanders de New York | 22 | 2  | 18 | 20  | +8  | 0   |
| Joseph Pavelski   | Dallas                | 27 | 13 | 6  | 19  | +6  | 30  |
| Jamie Benn        | Dallas                | 27 | 8  | 11 | 19  | +2  | 32  |

### Meilleurs gardiens
| Joueur             | Équipe                | PJ | V  | D  | BC | %Arr | Moy  | BL | Min      |
| ------------------ | --------------------- | -- | -- | -- | -- | ---- | ---- | -- | -------- |
| Andreï Vassilevski | Tampa Bay             | 25 | 18 | 7  | 54 | 92,7 | 1,9  | 1  | 1708 min |
| Anton Khoudobine   | Dallas                | 25 | 14 | 10 | 67 | 91,7 | 2,69 | 1  | 1492 min |
| Semion Varlamov    | Islanders de New York | 20 | 11 | 7  | 44 | 92,1 | 2,14 | 2  | 1232 min |
| Carter Hart        | Philadelphie          | 14 | 9  | 5  | 32 | 92,6 | 2,23 | 2  | 859 min  |
| Robin Lehner       | Vegas                 | 16 | 9  | 7  | 32 | 91,7 | 1,99 | 4  | 965 min  |